# Llista d'asteroides (238001-239000)
Llista d'asteroides del 238.001 al 239.000, amb data de descoberta i descobridor. És un fragment de la llista d'asteroides completa. Als asteroides se'ls dona un número quan es confirma la seva òrbita, per tant apareixen llistats aproximadament segons la data de descobriment.

## 238001-238100
| Nom    | Designació provisional | Data de descobriment   | Lloc de descobriment | Descobridor/s            |
| ------ | ---------------------- | ---------------------- | -------------------- | ------------------------ |
| 238001 | 2002 TC105             | 4 d'octubre de 2002    | Socorro              | LINEAR                   |
| 238002 | 2002 TT111             | 3 d'octubre de 2002    | Socorro              | LINEAR                   |
| 238003 | 2002 TP124             | 4 d'octubre de 2002    | Socorro              | LINEAR                   |
| 238004 | 2002 TE140             | 3 d'octubre de 2002    | Socorro              | LINEAR                   |
| 238005 | 2002 TT140             | 5 d'octubre de 2002    | Kitt Peak            | Spacewatch               |
| 238006 | 2002 TU153             | 5 d'octubre de 2002    | Socorro              | LINEAR                   |
| 238007 | 2002 TH165             | 2 d'octubre de 2002    | Haleakala            | NEAT                     |
| 238008 | 2002 TD212             | 6 d'octubre de 2002    | Haleakala            | NEAT                     |
| 238009 | 2002 TX212             | 7 d'octubre de 2002    | Haleakala            | NEAT                     |
| 238010 | 2002 TQ251             | 7 d'octubre de 2002    | Haleakala            | NEAT                     |
| 238011 | 2002 TE262             | 10 d'octubre de 2002   | Palomar              | NEAT                     |
| 238012 | 2002 TV304             | 4 d'octubre de 2002    | Apache Point         | Sloan Digital Sky Survey |
| 238013 | 2002 TF314             | 4 d'octubre de 2002    | Apache Point         | Sloan Digital Sky Survey |
| 238014 | 2002 TA320             | 5 d'octubre de 2002    | Apache Point         | Sloan Digital Sky Survey |
| 238015 | 2002 TK355             | 10 d'octubre de 2002   | Apache Point         | Sloan Digital Sky Survey |
| 238016 | 2002 TJ381             | 9 d'octubre de 2002    | Palomar              | NEAT                     |
| 238017 | 2002 UC18              | 30 d'octubre de 2002   | Palomar              | NEAT                     |
| 238018 | 2002 UL29              | 31 d'octubre de 2002   | Palomar              | NEAT                     |
| 238019 | 2002 UV29              | 30 d'octubre de 2002   | Kitt Peak            | Spacewatch               |
| 238020 | 2002 UY58              | 29 d'octubre de 2002   | Apache Point         | Sloan Digital Sky Survey |
| 238021 | 2002 UF72              | 29 d'octubre de 2002   | Palomar              | NEAT                     |
| 238022 | 2002 VE5               | 5 de novembre de 2002  | Wrightwood           | J. W. Young              |
| 238023 | 2002 VT9               | 1 de novembre de 2002  | Socorro              | LINEAR                   |
| 238024 | 2002 VE22              | 5 de novembre de 2002  | Socorro              | LINEAR                   |
| 238025 | 2002 VR23              | 5 de novembre de 2002  | Socorro              | LINEAR                   |
| 238026 | 2002 VA38              | 5 de novembre de 2002  | Socorro              | LINEAR                   |
| 238027 | 2002 VS49              | 5 de novembre de 2002  | Anderson Mesa        | LONEOS                   |
| 238028 | 2002 VH93              | 11 de novembre de 2002 | Socorro              | LINEAR                   |
| 238029 | 2002 VO104             | 12 de novembre de 2002 | Socorro              | LINEAR                   |
| 238030 | 2002 VH126             | 12 de novembre de 2002 | Socorro              | LINEAR                   |
| 238031 | 2002 WF4               | 24 de novembre de 2002 | Palomar              | NEAT                     |
| 238032 | 2002 WZ8               | 24 de novembre de 2002 | Palomar              | NEAT                     |
| 238033 | 2002 WA27              | 24 de novembre de 2002 | Palomar              | NEAT                     |
| 238034 | 2002 WB30              | 23 de novembre de 2002 | Palomar              | NEAT                     |
| 238035 | 2002 XS44              | 7 de desembre de 2002  | Socorro              | LINEAR                   |
| 238036 | 2002 XO48              | 10 de desembre de 2002 | Socorro              | LINEAR                   |
| 238037 | 2002 XO70              | 10 de desembre de 2002 | Socorro              | LINEAR                   |
| 238038 | 2002 XX76              | 11 de desembre de 2002 | Socorro              | LINEAR                   |
| 238039 | 2002 XG78              | 11 de desembre de 2002 | Socorro              | LINEAR                   |
| 238040 | 2002 XG119             | 10 de desembre de 2002 | Palomar              | NEAT                     |
| 238041 | 2002 YS33              | 31 de desembre de 2002 | Kitt Peak            | Spacewatch               |
| 238042 | 2003 AF5               | 1 de gener de 2003     | Socorro              | LINEAR                   |
| 238043 | 2003 AO28              | 4 de gener de 2003     | Socorro              | LINEAR                   |
| 238044 | 2003 AF33              | 5 de gener de 2003     | Socorro              | LINEAR                   |
| 238045 | 2003 AE50              | 5 de gener de 2003     | Socorro              | LINEAR                   |
| 238046 | 2003 BR19              | 26 de gener de 2003    | Haleakala            | NEAT                     |
| 238047 | 2003 BN20              | 27 de gener de 2003    | Anderson Mesa        | LONEOS                   |
| 238048 | 2003 BH37              | 28 de gener de 2003    | Kitt Peak            | Spacewatch               |
| 238049 | 2003 BP40              | 27 de gener de 2003    | Haleakala            | NEAT                     |
| 238050 | 2003 BA41              | 28 de gener de 2003    | Socorro              | LINEAR                   |
| 238051 | 2003 BT51              | 27 de gener de 2003    | Socorro              | LINEAR                   |
| 238052 | 2003 BZ52              | 27 de gener de 2003    | Socorro              | LINEAR                   |
| 238053 | 2003 BQ56              | 30 de gener de 2003    | Anderson Mesa        | LONEOS                   |
| 238054 | 2003 BK71              | 31 de gener de 2003    | Socorro              | LINEAR                   |
| 238055 | 2003 BY72              | 28 de gener de 2003    | Haleakala            | NEAT                     |
| 238056 | 2003 BD74              | 29 de gener de 2003    | Palomar              | NEAT                     |
| 238057 | 2003 BD77              | 30 de gener de 2003    | Palomar              | NEAT                     |
| 238058 | 2003 CC2               | 1 de febrer de 2003    | Socorro              | LINEAR                   |
| 238059 | 2003 CT3               | 2 de febrer de 2003    | Anderson Mesa        | LONEOS                   |
| 238060 | 2003 CG7               | 1 de febrer de 2003    | Socorro              | LINEAR                   |
| 238061 | 2003 CG17              | 7 de febrer de 2003    | Desert Eagle         | W. K. Y. Yeung           |
| 238062 | 2003 DP17              | 22 de febrer de 2003   | Goodricke-Pigott     | J. W. Kessel             |
| 238063 | 2003 EG                | 3 de març de 2003      | Socorro              | LINEAR                   |
| 238064 | 2003 EA16              | 7 de març de 2003      | Palomar              | NEAT                     |
| 238065 | 2003 ES22              | 6 de març de 2003      | Socorro              | LINEAR                   |
| 238066 | 2003 EX32              | 7 de març de 2003      | Anderson Mesa        | LONEOS                   |
| 238067 | 2003 EH33              | 7 de març de 2003      | Anderson Mesa        | LONEOS                   |
| 238068 | 2003 EK39              | 8 de març de 2003      | Socorro              | LINEAR                   |
| 238069 | 2003 EQ40              | 8 de març de 2003      | Socorro              | LINEAR                   |
| 238070 | 2003 EF57              | 9 de març de 2003      | Anderson Mesa        | LONEOS                   |
| 238071 | 2003 FM1               | 23 de març de 2003     | Haleakala            | NEAT                     |
| 238072 | 2003 FW7               | 30 de març de 2003     | Socorro              | LINEAR                   |
| 238073 | 2003 FU18              | 24 de març de 2003     | Kitt Peak            | Spacewatch               |
| 238074 | 2003 FG32              | 23 de març de 2003     | Kitt Peak            | Spacewatch               |
| 238075 | 2003 FL57              | 26 de març de 2003     | Palomar              | NEAT                     |
| 238076 | 2003 FA61              | 26 de març de 2003     | Palomar              | NEAT                     |
| 238077 | 2003 FC69              | 26 de març de 2003     | Kitt Peak            | Spacewatch               |
| 238078 | 2003 FZ81              | 27 de març de 2003     | Palomar              | NEAT                     |
| 238079 | 2003 FE90              | 29 de març de 2003     | Anderson Mesa        | LONEOS                   |
| 238080 | 2003 FE94              | 29 de març de 2003     | Anderson Mesa        | LONEOS                   |
| 238081 | 2003 FC95              | 30 de març de 2003     | Anderson Mesa        | LONEOS                   |
| 238082 | 2003 FS98              | 30 de març de 2003     | Socorro              | LINEAR                   |
| 238083 | 2003 FT98              | 30 de març de 2003     | Socorro              | LINEAR                   |
| 238084 | 2003 FE99              | 30 de març de 2003     | Socorro              | LINEAR                   |
| 238085 | 2003 FU111             | 31 de març de 2003     | Socorro              | LINEAR                   |
| 238086 | 2003 FE115             | 31 de març de 2003     | Anderson Mesa        | LONEOS                   |
| 238087 | 2003 FF123             | 26 de març de 2003     | Palomar              | NEAT                     |
| 238088 | 2003 GY26              | 5 d'abril de 2003      | Anderson Mesa        | LONEOS                   |
| 238089 | 2003 GA35              | 8 d'abril de 2003      | Socorro              | LINEAR                   |
| 238090 | 2003 GX44              | 7 d'abril de 2003      | Socorro              | LINEAR                   |
| 238091 | 2003 GP49              | 10 d'abril de 2003     | Kitt Peak            | Spacewatch               |
| 238092 | 2003 GT49              | 10 d'abril de 2003     | Kitt Peak            | Spacewatch               |
| 238093 | 2003 HK14              | 26 d'abril de 2003     | Socorro              | LINEAR                   |
| 238094 | 2003 HH17              | 25 d'abril de 2003     | Anderson Mesa        | LONEOS                   |
| 238095 | 2003 HH21              | 26 d'abril de 2003     | Kitt Peak            | Spacewatch               |
| 238096 | 2003 HJ25              | 25 d'abril de 2003     | Kitt Peak            | Spacewatch               |
| 238097 | 2003 HZ26              | 27 d'abril de 2003     | Anderson Mesa        | LONEOS                   |
| 238098 | 2003 HN29              | 28 d'abril de 2003     | Anderson Mesa        | LONEOS                   |
| 238099 | 2003 HZ29              | 28 d'abril de 2003     | Anderson Mesa        | LONEOS                   |
| 238100 | 2003 HU35              | 27 d'abril de 2003     | Socorro              | LINEAR                   |

## 238101-238200
| Nom                 | Designació provisional | Data de descobriment   | Lloc de descobriment | Descobridor/s               |
| ------------------- | ---------------------- | ---------------------- | -------------------- | --------------------------- |
| 238101              | 2003 HD36              | 27 d'abril de 2003     | Anderson Mesa        | LONEOS                      |
| 238102              | 2003 HL37              | 26 d'abril de 2003     | Haleakala            | NEAT                        |
| 238103              | 2003 HH40              | 29 d'abril de 2003     | Socorro              | LINEAR                      |
| 238104              | 2003 HT50              | 28 d'abril de 2003     | Socorro              | LINEAR                      |
| 238105              | 2003 HX50              | 28 d'abril de 2003     | Socorro              | LINEAR                      |
| 238106              | 2003 HZ57              | 25 d'abril de 2003     | Kitt Peak            | Spacewatch                  |
| 238107              | 2003 JU3               | 2 de maig de 2003      | Kitt Peak            | Spacewatch                  |
| 238108              | 2003 JN7               | 2 de maig de 2003      | Socorro              | LINEAR                      |
| 238109              | 2003 JZ13              | 5 de maig de 2003      | Socorro              | LINEAR                      |
| 238110              | 2003 KA18              | 27 de maig de 2003     | Haleakala            | NEAT                        |
| 238111              | 2003 KJ28              | 21 de maig de 2003     | Anderson Mesa        | LONEOS                      |
| 238112              | 2003 KL36              | 30 de maig de 2003     | Socorro              | LINEAR                      |
| 238113              | 2003 KE37              | 23 de maig de 2003     | Kitt Peak            | Spacewatch                  |
| 238114              | 2003 MX                | 21 de juny de 2003     | Bergisch Gladbac     | W. Bickel                   |
| 238115              | 2003 MM1               | 23 de juny de 2003     | Socorro              | LINEAR                      |
| 238116              | 2003 OE                | 18 de juliol de 2003   | Siding Spring        | R. H. McNaught              |
| 238117              | 2003 OR4               | 22 de juliol de 2003   | Haleakala            | NEAT                        |
| 238118              | 2003 OF18              | 26 de juliol de 2003   | Socorro              | LINEAR                      |
| 238119              | 2003 OK19              | 30 de juliol de 2003   | Palomar              | NEAT                        |
| 238120              | 2003 OV20              | 31 de juliol de 2003   | Reedy Creek          | J. Broughton                |
| 238121              | 2003 OO23              | 22 de juliol de 2003   | Campo Imperatore     | CINEOS                      |
| 238122              | 2003 OO27              | 24 de juliol de 2003   | Palomar              | NEAT                        |
| 238123              | 2003 OU28              | 24 de juliol de 2003   | Palomar              | NEAT                        |
| 238124              | 2003 OY32              | 23 de juliol de 2003   | Palomar              | NEAT                        |
| 238125              | 2003 PQ2               | 2 d'agost de 2003      | Haleakala            | NEAT                        |
| 238126              | 2003 QW                | 18 d'agost de 2003     | Campo Imperatore     | CINEOS                      |
| 238127              | 2003 QB5               | 20 d'agost de 2003     | Campo Imperatore     | CINEOS                      |
| 238128              | 2003 QH13              | 22 d'agost de 2003     | Haleakala            | NEAT                        |
| 238129 Bernardwolfe | 2003 QK31              | 24 d'agost de 2003     | Saint-Sulpice        | B. Christophe               |
| 238130              | 2003 QQ33              | 22 d'agost de 2003     | Socorro              | LINEAR                      |
| 238131              | 2003 QE55              | 23 d'agost de 2003     | Socorro              | LINEAR                      |
| 238132              | 2003 QW58              | 23 d'agost de 2003     | Palomar              | NEAT                        |
| 238133              | 2003 QA60              | 23 d'agost de 2003     | Socorro              | LINEAR                      |
| 238134              | 2003 QG66              | 22 d'agost de 2003     | Socorro              | LINEAR                      |
| 238135              | 2003 QL71              | 24 d'agost de 2003     | Kvistaberg           | Uppsala-DLR Asteroid Survey |
| 238136              | 2003 QQ72              | 23 d'agost de 2003     | Palomar              | NEAT                        |
| 238137              | 2003 QO103             | 31 d'agost de 2003     | Haleakala            | NEAT                        |
| 238138              | 2003 QP111             | 31 d'agost de 2003     | Socorro              | LINEAR                      |
| 238139              | 2003 RX                | 1 de setembre de 2003  | Socorro              | LINEAR                      |
| 238140              | 2003 RT7               | 4 de setembre de 2003  | Reedy Creek          | J. Broughton                |
| 238141              | 2003 RN13              | 15 de setembre de 2003 | Palomar              | NEAT                        |
| 238142              | 2003 RB24              | 14 de setembre de 2003 | Haleakala            | NEAT                        |
| 238143              | 2003 SP18              | 16 de setembre de 2003 | Kitt Peak            | Spacewatch                  |
| 238144              | 2003 SB20              | 16 de setembre de 2003 | Kitt Peak            | Spacewatch                  |
| 238145              | 2003 SB31              | 18 de setembre de 2003 | Kitt Peak            | Spacewatch                  |
| 238146              | 2003 SQ36              | 18 de setembre de 2003 | Desert Eagle         | W. K. Y. Yeung              |
| 238147              | 2003 SS38              | 16 de setembre de 2003 | Palomar              | NEAT                        |
| 238148              | 2003 SQ39              | 16 de setembre de 2003 | Palomar              | NEAT                        |
| 238149              | 2003 SC41              | 17 de setembre de 2003 | Palomar              | NEAT                        |
| 238150              | 2003 SD41              | 17 de setembre de 2003 | Palomar              | NEAT                        |
| 238151              | 2003 SJ41              | 17 de setembre de 2003 | Palomar              | NEAT                        |
| 238152              | 2003 SG42              | 17 de setembre de 2003 | Socorro              | LINEAR                      |
| 238153              | 2003 SY46              | 16 de setembre de 2003 | Anderson Mesa        | LONEOS                      |
| 238154              | 2003 ST50              | 18 de setembre de 2003 | Palomar              | NEAT                        |
| 238155              | 2003 SW54              | 16 de setembre de 2003 | Anderson Mesa        | LONEOS                      |
| 238156              | 2003 SA56              | 16 de setembre de 2003 | Anderson Mesa        | LONEOS                      |
| 238157              | 2003 SC60              | 17 de setembre de 2003 | Anderson Mesa        | LONEOS                      |
| 238158              | 2003 SV72              | 18 de setembre de 2003 | Kitt Peak            | Spacewatch                  |
| 238159              | 2003 SN73              | 18 de setembre de 2003 | Kitt Peak            | Spacewatch                  |
| 238160              | 2003 SQ73              | 18 de setembre de 2003 | Kitt Peak            | Spacewatch                  |
| 238161              | 2003 SD81              | 19 de setembre de 2003 | Kitt Peak            | Spacewatch                  |
| 238162              | 2003 SB86              | 16 de setembre de 2003 | Kitt Peak            | Spacewatch                  |
| 238163              | 2003 SG91              | 18 de setembre de 2003 | Socorro              | LINEAR                      |
| 238164              | 2003 SX121             | 17 de setembre de 2003 | Campo Imperatore     | CINEOS                      |
| 238165              | 2003 SY130             | 19 de setembre de 2003 | Palomar              | NEAT                        |
| 238166              | 2003 SC134             | 18 de setembre de 2003 | Palomar              | NEAT                        |
| 238167              | 2003 SX136             | 20 de setembre de 2003 | Kitt Peak            | Spacewatch                  |
| 238168              | 2003 SJ141             | 19 de setembre de 2003 | Palomar              | NEAT                        |
| 238169              | 2003 SN148             | 16 de setembre de 2003 | Socorro              | LINEAR                      |
| 238170              | 2003 SK149             | 16 de setembre de 2003 | Kitt Peak            | Spacewatch                  |
| 238171              | 2003 SD150             | 17 de setembre de 2003 | Socorro              | LINEAR                      |
| 238172              | 2003 SH168             | 23 de setembre de 2003 | Haleakala            | NEAT                        |
| 238173              | 2003 SD175             | 18 de setembre de 2003 | Kitt Peak            | Spacewatch                  |
| 238174              | 2003 SF176             | 18 de setembre de 2003 | Palomar              | NEAT                        |
| 238175              | 2003 SG203             | 22 de setembre de 2003 | Anderson Mesa        | LONEOS                      |
| 238176              | 2003 SS211             | 25 de setembre de 2003 | Palomar              | NEAT                        |
| 238177              | 2003 SR215             | 24 de setembre de 2003 | Socorro              | LINEAR                      |
| 238178              | 2003 SP217             | 27 de setembre de 2003 | Kitt Peak            | Spacewatch                  |
| 238179              | 2003 SR219             | 28 de setembre de 2003 | Desert Eagle         | W. K. Y. Yeung              |
| 238180              | 2003 SW221             | 28 de setembre de 2003 | Desert Eagle         | W. K. Y. Yeung              |
| 238181              | 2003 SO237             | 26 de setembre de 2003 | Socorro              | LINEAR                      |
| 238182              | 2003 SW249             | 26 de setembre de 2003 | Socorro              | LINEAR                      |
| 238183              | 2003 SW253             | 27 de setembre de 2003 | Socorro              | LINEAR                      |
| 238184              | 2003 ST257             | 28 de setembre de 2003 | Socorro              | LINEAR                      |
| 238185              | 2003 SJ258             | 28 de setembre de 2003 | Kitt Peak            | Spacewatch                  |
| 238186              | 2003 SW267             | 29 de setembre de 2003 | Kitt Peak            | Spacewatch                  |
| 238187              | 2003 SC270             | 24 de setembre de 2003 | Haleakala            | NEAT                        |
| 238188              | 2003 SU279             | 17 de setembre de 2003 | Kitt Peak            | Spacewatch                  |
| 238189              | 2003 SH287             | 29 de setembre de 2003 | Kitt Peak            | Spacewatch                  |
| 238190              | 2003 SU293             | 27 de setembre de 2003 | Socorro              | LINEAR                      |
| 238191              | 2003 SM294             | 28 de setembre de 2003 | Socorro              | LINEAR                      |
| 238192              | 2003 SO319             | 26 de setembre de 2003 | Apache Point         | Sloan Digital Sky Survey    |
| 238193              | 2003 SB321             | 19 de setembre de 2003 | Campo Imperatore     | CINEOS                      |
| 238194              | 2003 SZ321             | 26 de setembre de 2003 | Apache Point         | Sloan Digital Sky Survey    |
| 238195              | 2003 SG327             | 18 de setembre de 2003 | Kitt Peak            | Spacewatch                  |
| 238196              | 2003 SD328             | 20 de setembre de 2003 | Anderson Mesa        | LONEOS                      |
| 238197              | 2003 ST361             | 22 de setembre de 2003 | Kitt Peak            | Spacewatch                  |
| 238198              | 2003 SZ396             | 26 de setembre de 2003 | Apache Point         | Sloan Digital Sky Survey    |
| 238199              | 2003 SH423             | 19 de setembre de 2003 | Kitt Peak            | Spacewatch                  |
| 238200              | 2003 TD8               | 1 d'octubre de 2003    | Kitt Peak            | Spacewatch                  |

## 238201-238300
| Nom    | Designació provisional | Data de descobriment   | Lloc de descobriment | Descobridor/s               |
| ------ | ---------------------- | ---------------------- | -------------------- | --------------------------- |
| 238201 | 2003 TE17              | 15 d'octubre de 2003   | Anderson Mesa        | LONEOS                      |
| 238202 | 2003 TB56              | 5 d'octubre de 2003    | Kitt Peak            | Spacewatch                  |
| 238203 | 2003 TY56              | 5 d'octubre de 2003    | Kitt Peak            | Spacewatch                  |
| 238204 | 2003 TS58              | 2 d'octubre de 2003    | Kitt Peak            | Spacewatch                  |
| 238205 | 2003 UJ13              | 20 d'octubre de 2003   | Socorro              | LINEAR                      |
| 238206 | 2003 UK29              | 23 d'octubre de 2003   | Kvistaberg           | Uppsala-DLR Asteroid Survey |
| 238207 | 2003 UR31              | 16 d'octubre de 2003   | Kitt Peak            | Spacewatch                  |
| 238208 | 2003 UB43              | 17 d'octubre de 2003   | Kitt Peak            | Spacewatch                  |
| 238209 | 2003 UG48              | 16 d'octubre de 2003   | Anderson Mesa        | LONEOS                      |
| 238210 | 2003 UO55              | 18 d'octubre de 2003   | Palomar              | NEAT                        |
| 238211 | 2003 UT67              | 16 d'octubre de 2003   | Kitt Peak            | Spacewatch                  |
| 238212 | 2003 UC72              | 19 d'octubre de 2003   | Socorro              | LINEAR                      |
| 238213 | 2003 UD76              | 17 d'octubre de 2003   | Kitt Peak            | Spacewatch                  |
| 238214 | 2003 UZ81              | 18 d'octubre de 2003   | Haleakala            | NEAT                        |
| 238215 | 2003 UP86              | 18 d'octubre de 2003   | Palomar              | NEAT                        |
| 238216 | 2003 UV86              | 18 d'octubre de 2003   | Palomar              | NEAT                        |
| 238217 | 2003 UW102             | 20 d'octubre de 2003   | Kitt Peak            | Spacewatch                  |
| 238218 | 2003 UO103             | 20 d'octubre de 2003   | Palomar              | NEAT                        |
| 238219 | 2003 UQ110             | 19 d'octubre de 2003   | Kitt Peak            | Spacewatch                  |
| 238220 | 2003 UE112             | 20 d'octubre de 2003   | Socorro              | LINEAR                      |
| 238221 | 2003 UV118             | 17 d'octubre de 2003   | Palomar              | NEAT                        |
| 238222 | 2003 UJ137             | 21 d'octubre de 2003   | Socorro              | LINEAR                      |
| 238223 | 2003 UX144             | 18 d'octubre de 2003   | Anderson Mesa        | LONEOS                      |
| 238224 | 2003 UF148             | 19 d'octubre de 2003   | Kitt Peak            | Spacewatch                  |
| 238225 | 2003 UA157             | 20 d'octubre de 2003   | Socorro              | LINEAR                      |
| 238226 | 2003 UP161             | 21 d'octubre de 2003   | Socorro              | LINEAR                      |
| 238227 | 2003 UB174             | 21 d'octubre de 2003   | Kitt Peak            | Spacewatch                  |
| 238228 | 2003 UZ175             | 21 d'octubre de 2003   | Palomar              | NEAT                        |
| 238229 | 2003 UU178             | 21 d'octubre de 2003   | Palomar              | NEAT                        |
| 238230 | 2003 UL179             | 21 d'octubre de 2003   | Socorro              | LINEAR                      |
| 238231 | 2003 UA188             | 22 d'octubre de 2003   | Socorro              | LINEAR                      |
| 238232 | 2003 UC198             | 21 d'octubre de 2003   | Kitt Peak            | Spacewatch                  |
| 238233 | 2003 UZ203             | 21 d'octubre de 2003   | Kitt Peak            | Spacewatch                  |
| 238234 | 2003 UW204             | 22 d'octubre de 2003   | Kitt Peak            | Spacewatch                  |
| 238235 | 2003 UT207             | 22 d'octubre de 2003   | Socorro              | LINEAR                      |
| 238236 | 2003 US218             | 21 d'octubre de 2003   | Socorro              | LINEAR                      |
| 238237 | 2003 UV220             | 22 d'octubre de 2003   | Kitt Peak            | Spacewatch                  |
| 238238 | 2003 UA223             | 22 d'octubre de 2003   | Socorro              | LINEAR                      |
| 238239 | 2003 UQ226             | 22 d'octubre de 2003   | Kitt Peak            | Spacewatch                  |
| 238240 | 2003 UN229             | 23 d'octubre de 2003   | Anderson Mesa        | LONEOS                      |
| 238241 | 2003 UN246             | 24 d'octubre de 2003   | Socorro              | LINEAR                      |
| 238242 | 2003 UD251             | 25 d'octubre de 2003   | Socorro              | LINEAR                      |
| 238243 | 2003 UW254             | 25 d'octubre de 2003   | Socorro              | LINEAR                      |
| 238244 | 2003 UE255             | 25 d'octubre de 2003   | Kitt Peak            | Spacewatch                  |
| 238245 | 2003 UA261             | 26 d'octubre de 2003   | Kitt Peak            | Spacewatch                  |
| 238246 | 2003 UE264             | 27 d'octubre de 2003   | Socorro              | LINEAR                      |
| 238247 | 2003 UQ275             | 29 d'octubre de 2003   | Socorro              | LINEAR                      |
| 238248 | 2003 UY276             | 30 d'octubre de 2003   | Socorro              | LINEAR                      |
| 238249 | 2003 UD279             | 26 d'octubre de 2003   | Kitt Peak            | Spacewatch                  |
| 238250 | 2003 UH294             | 16 d'octubre de 2003   | Kitt Peak            | Spacewatch                  |
| 238251 | 2003 UN294             | 16 d'octubre de 2003   | Palomar              | NEAT                        |
| 238252 | 2003 UH309             | 19 d'octubre de 2003   | Kitt Peak            | Spacewatch                  |
| 238253 | 2003 UU354             | 19 d'octubre de 2003   | Kitt Peak            | Spacewatch                  |
| 238254 | 2003 UF362             | 20 d'octubre de 2003   | Kitt Peak            | Spacewatch                  |
| 238255 | 2003 VU3               | 15 de novembre de 2003 | Kitt Peak            | Spacewatch                  |
| 238256 | 2003 VK5               | 15 de novembre de 2003 | Kitt Peak            | Spacewatch                  |
| 238257 | 2003 WO                | 16 de novembre de 2003 | Catalina             | CSS                         |
| 238258 | 2003 WG2               | 16 de novembre de 2003 | Kitt Peak            | Spacewatch                  |
| 238259 | 2003 WG3               | 16 de novembre de 2003 | Kitt Peak            | Spacewatch                  |
| 238260 | 2003 WR4               | 16 de novembre de 2003 | Kitt Peak            | Spacewatch                  |
| 238261 | 2003 WP9               | 18 de novembre de 2003 | Kitt Peak            | Spacewatch                  |
| 238262 | 2003 WC22              | 19 de novembre de 2003 | Socorro              | LINEAR                      |
| 238263 | 2003 WA23              | 18 de novembre de 2003 | Kitt Peak            | Spacewatch                  |
| 238264 | 2003 WF32              | 18 de novembre de 2003 | Kitt Peak            | Spacewatch                  |
| 238265 | 2003 WK45              | 19 de novembre de 2003 | Palomar              | NEAT                        |
| 238266 | 2003 WV46              | 18 de novembre de 2003 | Palomar              | NEAT                        |
| 238267 | 2003 WW48              | 19 de novembre de 2003 | Kitt Peak            | Spacewatch                  |
| 238268 | 2003 WY58              | 18 de novembre de 2003 | Kitt Peak            | Spacewatch                  |
| 238269 | 2003 WO61              | 19 de novembre de 2003 | Kitt Peak            | Spacewatch                  |
| 238270 | 2003 WP63              | 19 de novembre de 2003 | Kitt Peak            | Spacewatch                  |
| 238271 | 2003 WY67              | 19 de novembre de 2003 | Kitt Peak            | Spacewatch                  |
| 238272 | 2003 WJ68              | 19 de novembre de 2003 | Kitt Peak            | Spacewatch                  |
| 238273 | 2003 WY71              | 20 de novembre de 2003 | Socorro              | LINEAR                      |
| 238274 | 2003 WU79              | 20 de novembre de 2003 | Socorro              | LINEAR                      |
| 238275 | 2003 WG82              | 19 de novembre de 2003 | Palomar              | NEAT                        |
| 238276 | 2003 WF89              | 16 de novembre de 2003 | Catalina             | CSS                         |
| 238277 | 2003 WP94              | 19 de novembre de 2003 | Anderson Mesa        | LONEOS                      |
| 238278 | 2003 WH96              | 19 de novembre de 2003 | Anderson Mesa        | LONEOS                      |
| 238279 | 2003 WS99              | 20 de novembre de 2003 | Socorro              | LINEAR                      |
| 238280 | 2003 WO106             | 21 de novembre de 2003 | Socorro              | LINEAR                      |
| 238281 | 2003 WX113             | 20 de novembre de 2003 | Socorro              | LINEAR                      |
| 238282 | 2003 WP116             | 20 de novembre de 2003 | Socorro              | LINEAR                      |
| 238283 | 2003 WF127             | 20 de novembre de 2003 | Socorro              | LINEAR                      |
| 238284 | 2003 WK127             | 20 de novembre de 2003 | Socorro              | LINEAR                      |
| 238285 | 2003 WF129             | 21 de novembre de 2003 | Socorro              | LINEAR                      |
| 238286 | 2003 WE140             | 21 de novembre de 2003 | Socorro              | LINEAR                      |
| 238287 | 2003 WF144             | 21 de novembre de 2003 | Socorro              | LINEAR                      |
| 238288 | 2003 WS145             | 21 de novembre de 2003 | Socorro              | LINEAR                      |
| 238289 | 2003 WB148             | 23 de novembre de 2003 | Kitt Peak            | Spacewatch                  |
| 238290 | 2003 WC150             | 24 de novembre de 2003 | Anderson Mesa        | LONEOS                      |
| 238291 | 2003 WO150             | 24 de novembre de 2003 | Anderson Mesa        | LONEOS                      |
| 238292 | 2003 WK154             | 26 de novembre de 2003 | Kitt Peak            | Spacewatch                  |
| 238293 | 2003 WO155             | 26 de novembre de 2003 | Kitt Peak            | Spacewatch                  |
| 238294 | 2003 WG158             | 28 de novembre de 2003 | Kitt Peak            | Spacewatch                  |
| 238295 | 2003 WA160             | 30 de novembre de 2003 | Kitt Peak            | Spacewatch                  |
| 238296 | 2003 WM161             | 30 de novembre de 2003 | Kitt Peak            | Spacewatch                  |
| 238297 | 2003 WY165             | 30 de novembre de 2003 | Kitt Peak            | Spacewatch                  |
| 238298 | 2003 WZ175             | 19 de novembre de 2003 | Kitt Peak            | Spacewatch                  |
| 238299 | 2003 XE8               | 4 de desembre de 2003  | Socorro              | LINEAR                      |
| 238300 | 2003 XT14              | 13 de desembre de 2003 | Socorro              | LINEAR                      |

## 238301-238400
| Nom    | Designació provisional | Data de descobriment   | Lloc de descobriment | Descobridor/s  |
| ------ | ---------------------- | ---------------------- | -------------------- | -------------- |
| 238301 | 2003 XQ15              | 3 de desembre de 2003  | Socorro              | LINEAR         |
| 238302 | 2003 XD20              | 14 de desembre de 2003 | Kitt Peak            | Spacewatch     |
| 238303 | 2003 XY22              | 1 de desembre de 2003  | Kitt Peak            | Spacewatch     |
| 238304 | 2003 XZ24              | 1 de desembre de 2003  | Socorro              | LINEAR         |
| 238305 | 2003 XW27              | 1 de desembre de 2003  | Kitt Peak            | Spacewatch     |
| 238306 | 2003 XH30              | 1 de desembre de 2003  | Kitt Peak            | Spacewatch     |
| 238307 | 2003 YQ3               | 18 de desembre de 2003 | Socorro              | LINEAR         |
| 238308 | 2003 YQ14              | 17 de desembre de 2003 | Socorro              | LINEAR         |
| 238309 | 2003 YJ21              | 17 de desembre de 2003 | Kitt Peak            | Spacewatch     |
| 238310 | 2003 YH23              | 17 de desembre de 2003 | Kitt Peak            | Spacewatch     |
| 238311 | 2003 YV38              | 19 de desembre de 2003 | Kitt Peak            | Spacewatch     |
| 238312 | 2003 YB40              | 19 de desembre de 2003 | Kitt Peak            | Spacewatch     |
| 238313 | 2003 YG53              | 19 de desembre de 2003 | Socorro              | LINEAR         |
| 238314 | 2003 YO59              | 19 de desembre de 2003 | Socorro              | LINEAR         |
| 238315 | 2003 YZ69              | 21 de desembre de 2003 | Socorro              | LINEAR         |
| 238316 | 2003 YB82              | 18 de desembre de 2003 | Socorro              | LINEAR         |
| 238317 | 2003 YT99              | 19 de desembre de 2003 | Socorro              | LINEAR         |
| 238318 | 2003 YW126             | 27 de desembre de 2003 | Socorro              | LINEAR         |
| 238319 | 2003 YH131             | 28 de desembre de 2003 | Socorro              | LINEAR         |
| 238320 | 2003 YX131             | 28 de desembre de 2003 | Socorro              | LINEAR         |
| 238321 | 2003 YP140             | 28 de desembre de 2003 | Socorro              | LINEAR         |
| 238322 | 2003 YU151             | 29 de desembre de 2003 | Socorro              | LINEAR         |
| 238323 | 2003 YU153             | 29 de desembre de 2003 | Catalina             | CSS            |
| 238324 | 2003 YH164             | 17 de desembre de 2003 | Kitt Peak            | Spacewatch     |
| 238325 | 2003 YN173             | 19 de desembre de 2003 | Kitt Peak            | Spacewatch     |
| 238326 | 2004 AG5               | 13 de gener de 2004    | Anderson Mesa        | LONEOS         |
| 238327 | 2004 AV16              | 15 de gener de 2004    | Kitt Peak            | Spacewatch     |
| 238328 | 2004 AB17              | 15 de gener de 2004    | Kitt Peak            | Spacewatch     |
| 238329 | 2004 BS4               | 16 de gener de 2004    | Palomar              | NEAT           |
| 238330 | 2004 BA5               | 16 de gener de 2004    | Palomar              | NEAT           |
| 238331 | 2004 BW16              | 16 de gener de 2004    | Catalina             | CSS            |
| 238332 | 2004 BO17              | 18 de gener de 2004    | Palomar              | NEAT           |
| 238333 | 2004 BB21              | 16 de gener de 2004    | Kitt Peak            | Spacewatch     |
| 238334 | 2004 BE37              | 19 de gener de 2004    | Kitt Peak            | Spacewatch     |
| 238335 | 2004 BF46              | 21 de gener de 2004    | Socorro              | LINEAR         |
| 238336 | 2004 BA57              | 23 de gener de 2004    | Socorro              | LINEAR         |
| 238337 | 2004 BG58              | 23 de gener de 2004    | Socorro              | LINEAR         |
| 238338 | 2004 BP59              | 24 de gener de 2004    | Socorro              | LINEAR         |
| 238339 | 2004 BK70              | 22 de gener de 2004    | Socorro              | LINEAR         |
| 238340 | 2004 BC79              | 22 de gener de 2004    | Socorro              | LINEAR         |
| 238341 | 2004 BA81              | 26 de gener de 2004    | Anderson Mesa        | LONEOS         |
| 238342 | 2004 BZ86              | 22 de gener de 2004    | Socorro              | LINEAR         |
| 238343 | 2004 BJ87              | 23 de gener de 2004    | Anderson Mesa        | LONEOS         |
| 238344 | 2004 BL103             | 31 de gener de 2004    | Socorro              | LINEAR         |
| 238345 | 2004 BS106             | 26 de gener de 2004    | Anderson Mesa        | LONEOS         |
| 238346 | 2004 BW108             | 28 de gener de 2004    | Catalina             | CSS            |
| 238347 | 2004 BM109             | 28 de gener de 2004    | Catalina             | CSS            |
| 238348 | 2004 BP109             | 28 de gener de 2004    | Catalina             | CSS            |
| 238349 | 2004 BG111             | 29 de gener de 2004    | Catalina             | CSS            |
| 238350 | 2004 BQ113             | 28 de gener de 2004    | Catalina             | CSS            |
| 238351 | 2004 BP116             | 27 de gener de 2004    | Catalina             | CSS            |
| 238352 | 2004 BH118             | 29 de gener de 2004    | Socorro              | LINEAR         |
| 238353 | 2004 BF122             | 30 de gener de 2004    | Catalina             | CSS            |
| 238354 | 2004 BF132             | 17 de gener de 2004    | Palomar              | NEAT           |
| 238355 | 2004 BF162             | 17 de gener de 2004    | Palomar              | NEAT           |
| 238356 | 2004 CC4               | 10 de febrer de 2004   | Palomar              | NEAT           |
| 238357 | 2004 CK5               | 10 de febrer de 2004   | Palomar              | NEAT           |
| 238358 | 2004 CP7               | 10 de febrer de 2004   | Catalina             | CSS            |
| 238359 | 2004 CJ9               | 11 de febrer de 2004   | Kitt Peak            | Spacewatch     |
| 238360 | 2004 CO24              | 12 de febrer de 2004   | Kitt Peak            | Spacewatch     |
| 238361 | 2004 CV39              | 12 de febrer de 2004   | Desert Eagle         | W. K. Y. Yeung |
| 238362 | 2004 CF43              | 11 de febrer de 2004   | Palomar              | NEAT           |
| 238363 | 2004 CG43              | 11 de febrer de 2004   | Palomar              | NEAT           |
| 238364 | 2004 CP46              | 13 de febrer de 2004   | Kitt Peak            | Spacewatch     |
| 238365 | 2004 CE52              | 14 de febrer de 2004   | Socorro              | LINEAR         |
| 238366 | 2004 CT57              | 13 de febrer de 2004   | Palomar              | NEAT           |
| 238367 | 2004 CK58              | 10 de febrer de 2004   | Catalina             | CSS            |
| 238368 | 2004 CP59              | 10 de febrer de 2004   | Palomar              | NEAT           |
| 238369 | 2004 CR59              | 10 de febrer de 2004   | Palomar              | NEAT           |
| 238370 | 2004 CO60              | 11 de febrer de 2004   | Palomar              | NEAT           |
| 238371 | 2004 CH63              | 12 de febrer de 2004   | Palomar              | NEAT           |
| 238372 | 2004 CP65              | 14 de febrer de 2004   | Haleakala            | NEAT           |
| 238373 | 2004 CL67              | 10 de febrer de 2004   | Palomar              | NEAT           |
| 238374 | 2004 CR67              | 10 de febrer de 2004   | Palomar              | NEAT           |
| 238375 | 2004 CP70              | 12 de febrer de 2004   | Kitt Peak            | Spacewatch     |
| 238376 | 2004 CN86              | 14 de febrer de 2004   | Kitt Peak            | Spacewatch     |
| 238377 | 2004 CL93              | 11 de febrer de 2004   | Palomar              | NEAT           |
| 238378 | 2004 CN98              | 14 de febrer de 2004   | Catalina             | CSS            |
| 238379 | 2004 CV100             | 15 de febrer de 2004   | Catalina             | CSS            |
| 238380 | 2004 CA103             | 12 de febrer de 2004   | Palomar              | NEAT           |
| 238381 | 2004 CG106             | 14 de febrer de 2004   | Palomar              | NEAT           |
| 238382 | 2004 CZ108             | 15 de febrer de 2004   | Catalina             | CSS            |
| 238383 | 2004 CO114             | 11 de febrer de 2004   | Socorro              | LINEAR         |
| 238384 | 2004 CR125             | 12 de febrer de 2004   | Kitt Peak            | Spacewatch     |
| 238385 | 2004 DK13              | 16 de febrer de 2004   | Catalina             | CSS            |
| 238386 | 2004 DS35              | 19 de febrer de 2004   | Socorro              | LINEAR         |
| 238387 | 2004 DF50              | 22 de febrer de 2004   | Kitt Peak            | Spacewatch     |
| 238388 | 2004 DZ51              | 23 de febrer de 2004   | Socorro              | LINEAR         |
| 238389 | 2004 DA55              | 22 de febrer de 2004   | Kitt Peak            | Spacewatch     |
| 238390 | 2004 DW78              | 21 de febrer de 2004   | Haleakala            | NEAT           |
| 238391 | 2004 DO79              | 16 de febrer de 2004   | Catalina             | CSS            |
| 238392 | 2004 DU79              | 22 de febrer de 2004   | Kitt Peak            | Spacewatch     |
| 238393 | 2004 ET2               | 9 de març de 2004      | Palomar              | NEAT           |
| 238394 | 2004 ET3               | 10 de març de 2004     | Palomar              | NEAT           |
| 238395 | 2004 EP5               | 11 de març de 2004     | Palomar              | NEAT           |
| 238396 | 2004 EG9               | 10 de març de 2004     | Socorro              | LINEAR         |
| 238397 | 2004 EJ9               | 14 de març de 2004     | Socorro              | LINEAR         |
| 238398 | 2004 EL9               | 14 de març de 2004     | Socorro              | LINEAR         |
| 238399 | 2004 EJ12              | 11 de març de 2004     | Palomar              | NEAT           |
| 238400 | 2004 EJ15              | 11 de març de 2004     | Palomar              | NEAT           |

## 238401-238500
| Nom    | Designació provisional | Data de descobriment   | Lloc de descobriment | Descobridor/s        |
| ------ | ---------------------- | ---------------------- | -------------------- | -------------------- |
| 238401 | 2004 EG18              | 12 de març de 2004     | Palomar              | NEAT                 |
| 238402 | 2004 EO26              | 14 de març de 2004     | Kitt Peak            | Spacewatch           |
| 238403 | 2004 EW39              | 15 de març de 2004     | Catalina             | CSS                  |
| 238404 | 2004 EC47              | 15 de març de 2004     | Kitt Peak            | Spacewatch           |
| 238405 | 2004 EA52              | 15 de març de 2004     | Kitt Peak            | Spacewatch           |
| 238406 | 2004 ED59              | 15 de març de 2004     | Kitt Peak            | Spacewatch           |
| 238407 | 2004 EE65              | 14 de març de 2004     | Socorro              | LINEAR               |
| 238408 | 2004 EJ65              | 14 de març de 2004     | Socorro              | LINEAR               |
| 238409 | 2004 EN65              | 14 de març de 2004     | Socorro              | LINEAR               |
| 238410 | 2004 EO65              | 14 de març de 2004     | Socorro              | LINEAR               |
| 238411 | 2004 ET74              | 13 de març de 2004     | Palomar              | NEAT                 |
| 238412 | 2004 EY93              | 15 de març de 2004     | Socorro              | LINEAR               |
| 238413 | 2004 EM112             | 15 de març de 2004     | Kitt Peak            | Spacewatch           |
| 238414 | 2004 FF2               | 16 de març de 2004     | Goodricke-Pigott     | R. A. Tucker         |
| 238415 | 2004 FQ7               | 16 de març de 2004     | Socorro              | LINEAR               |
| 238416 | 2004 FZ8               | 16 de març de 2004     | Socorro              | LINEAR               |
| 238417 | 2004 FS19              | 16 de març de 2004     | Kitt Peak            | Spacewatch           |
| 238418 | 2004 FM36              | 16 de març de 2004     | Socorro              | LINEAR               |
| 238419 | 2004 FX52              | 19 de març de 2004     | Socorro              | LINEAR               |
| 238420 | 2004 FJ53              | 17 de març de 2004     | Kitt Peak            | Spacewatch           |
| 238421 | 2004 FN84              | 18 de març de 2004     | Catalina             | CSS                  |
| 238422 | 2004 FN96              | 23 de març de 2004     | Socorro              | LINEAR               |
| 238423 | 2004 FW155             | 17 de març de 2004     | Kitt Peak            | Spacewatch           |
| 238424 | 2004 GU3               | 10 d'abril de 2004     | Catalina             | CSS                  |
| 238425 | 2004 GM5               | 11 d'abril de 2004     | Palomar              | NEAT                 |
| 238426 | 2004 GX15              | 9 d'abril de 2004      | Siding Spring        | Siding Spring Survey |
| 238427 | 2004 GZ36              | 14 d'abril de 2004     | Anderson Mesa        | LONEOS               |
| 238428 | 2004 GW78              | 11 d'abril de 2004     | Palomar              | NEAT                 |
| 238429 | 2004 HM20              | 22 d'abril de 2004     | Desert Eagle         | W. K. Y. Yeung       |
| 238430 | 2004 HM63              | 21 d'abril de 2004     | Kitt Peak            | Spacewatch           |
| 238431 | 2004 JU8               | 13 de maig de 2004     | Kitt Peak            | Spacewatch           |
| 238432 | 2004 LZ8               | 12 de juny de 2004     | Catalina             | CSS                  |
| 238433 | 2004 NP23              | 14 de juliol de 2004   | Socorro              | LINEAR               |
| 238434 | 2004 OG2               | 16 de juliol de 2004   | Socorro              | LINEAR               |
| 238435 | 2004 OU13              | 22 de juliol de 2004   | Mauna Kea            | C. Veillet           |
| 238436 | 2004 PZ7               | 6 d'agost de 2004      | Palomar              | NEAT                 |
| 238437 | 2004 PS25              | 8 d'agost de 2004      | Socorro              | LINEAR               |
| 238438 | 2004 PQ29              | 7 d'agost de 2004      | Palomar              | NEAT                 |
| 238439 | 2004 PD32              | 8 d'agost de 2004      | Socorro              | LINEAR               |
| 238440 | 2004 PV35              | 8 d'agost de 2004      | Anderson Mesa        | LONEOS               |
| 238441 | 2004 PK47              | 8 d'agost de 2004      | Socorro              | LINEAR               |
| 238442 | 2004 PE50              | 8 d'agost de 2004      | Socorro              | LINEAR               |
| 238443 | 2004 PC52              | 8 d'agost de 2004      | Socorro              | LINEAR               |
| 238444 | 2004 PF58              | 9 d'agost de 2004      | Socorro              | LINEAR               |
| 238445 | 2004 PU61              | 9 d'agost de 2004      | Socorro              | LINEAR               |
| 238446 | 2004 PU65              | 10 d'agost de 2004     | Anderson Mesa        | LONEOS               |
| 238447 | 2004 PV73              | 8 d'agost de 2004      | Socorro              | LINEAR               |
| 238448 | 2004 PN75              | 8 d'agost de 2004      | Anderson Mesa        | LONEOS               |
| 238449 | 2004 PP80              | 9 d'agost de 2004      | Socorro              | LINEAR               |
| 238450 | 2004 PK100             | 12 d'agost de 2004     | Socorro              | LINEAR               |
| 238451 | 2004 PA103             | 12 d'agost de 2004     | Socorro              | LINEAR               |
| 238452 | 2004 PZ105             | 15 d'agost de 2004     | Siding Spring        | Siding Spring Survey |
| 238453 | 2004 QF                | 16 d'agost de 2004     | Palomar              | NEAT                 |
| 238454 | 2004 QW9               | 21 d'agost de 2004     | Siding Spring        | Siding Spring Survey |
| 238455 | 2004 QS26              | 23 d'agost de 2004     | Kitt Peak            | Spacewatch           |
| 238456 | 2004 RK                | 3 de setembre de 2004  | Anderson Mesa        | LONEOS               |
| 238457 | 2004 RL7               | 6 de setembre de 2004  | Socorro              | LINEAR               |
| 238458 | 2004 RD14              | 6 de setembre de 2004  | Siding Spring        | Siding Spring Survey |
| 238459 | 2004 RC28              | 6 de setembre de 2004  | Siding Spring        | Siding Spring Survey |
| 238460 | 2004 RF32              | 7 de setembre de 2004  | Socorro              | LINEAR               |
| 238461 | 2004 RV40              | 7 de setembre de 2004  | Kitt Peak            | Spacewatch           |
| 238462 | 2004 RR45              | 8 de setembre de 2004  | Socorro              | LINEAR               |
| 238463 | 2004 RV50              | 8 de setembre de 2004  | Socorro              | LINEAR               |
| 238464 | 2004 RH52              | 8 de setembre de 2004  | Socorro              | LINEAR               |
| 238465 | 2004 RW62              | 8 de setembre de 2004  | Socorro              | LINEAR               |
| 238466 | 2004 RE63              | 8 de setembre de 2004  | Socorro              | LINEAR               |
| 238467 | 2004 RM63              | 8 de setembre de 2004  | Socorro              | LINEAR               |
| 238468 | 2004 RA64              | 8 de setembre de 2004  | Socorro              | LINEAR               |
| 238469 | 2004 RD64              | 8 de setembre de 2004  | Socorro              | LINEAR               |
| 238470 | 2004 RF65              | 8 de setembre de 2004  | Socorro              | LINEAR               |
| 238471 | 2004 RC68              | 8 de setembre de 2004  | Socorro              | LINEAR               |
| 238472 | 2004 RH73              | 8 de setembre de 2004  | Socorro              | LINEAR               |
| 238473 | 2004 RN76              | 8 de setembre de 2004  | Socorro              | LINEAR               |
| 238474 | 2004 RO76              | 8 de setembre de 2004  | Socorro              | LINEAR               |
| 238475 | 2004 RT86              | 7 de setembre de 2004  | Socorro              | LINEAR               |
| 238476 | 2004 RP103             | 8 de setembre de 2004  | Socorro              | LINEAR               |
| 238477 | 2004 RQ103             | 8 de setembre de 2004  | Palomar              | NEAT                 |
| 238478 | 2004 RR104             | 8 de setembre de 2004  | Palomar              | NEAT                 |
| 238479 | 2004 RL153             | 10 de setembre de 2004 | Socorro              | LINEAR               |
| 238480 | 2004 RC157             | 10 de setembre de 2004 | Socorro              | LINEAR               |
| 238481 | 2004 RP173             | 9 de setembre de 2004  | Kitt Peak            | Spacewatch           |
| 238482 | 2004 RF183             | 10 de setembre de 2004 | Socorro              | LINEAR               |
| 238483 | 2004 RA192             | 10 de setembre de 2004 | Socorro              | LINEAR               |
| 238484 | 2004 RX222             | 7 de setembre de 2004  | Socorro              | LINEAR               |
| 238485 | 2004 RP229             | 9 de setembre de 2004  | Kitt Peak            | Spacewatch           |
| 238486 | 2004 RU231             | 9 de setembre de 2004  | Kitt Peak            | Spacewatch           |
| 238487 | 2004 RT243             | 10 de setembre de 2004 | Kitt Peak            | Spacewatch           |
| 238488 | 2004 RU257             | 9 de setembre de 2004  | Anderson Mesa        | LONEOS               |
| 238489 | 2004 RU272             | 11 de setembre de 2004 | Kitt Peak            | Spacewatch           |
| 238490 | 2004 RT281             | 15 de setembre de 2004 | Kitt Peak            | Spacewatch           |
| 238491 | 2004 RC285             | 15 de setembre de 2004 | Kitt Peak            | Spacewatch           |
| 238492 | 2004 RR310             | 13 de setembre de 2004 | Palomar              | NEAT                 |
| 238493 | 2004 RX313             | 15 de setembre de 2004 | Kitt Peak            | Spacewatch           |
| 238494 | 2004 RY337             | 15 de setembre de 2004 | Kitt Peak            | Spacewatch           |
| 238495 | 2004 RH338             | 15 de setembre de 2004 | Kitt Peak            | Spacewatch           |
| 238496 | 2004 RZ345             | 9 de setembre de 2004  | Socorro              | LINEAR               |
| 238497 | 2004 SG25              | 21 de setembre de 2004 | Kitt Peak            | Spacewatch           |
| 238498 | 2004 SQ28              | 17 de setembre de 2004 | Socorro              | LINEAR               |
| 238499 | 2004 SA30              | 17 de setembre de 2004 | Socorro              | LINEAR               |
| 238500 | 2004 SM33              | 17 de setembre de 2004 | Socorro              | LINEAR               |

## 238501-238600
| Nom              | Designació provisional | Data de descobriment   | Lloc de descobriment | Descobridor/s     |
| ---------------- | ---------------------- | ---------------------- | -------------------- | ----------------- |
| 238501           | 2004 SS52              | 21 de setembre de 2004 | Socorro              | LINEAR            |
| 238502           | 2004 SB54              | 22 de setembre de 2004 | Socorro              | LINEAR            |
| 238503           | 2004 SF54              | 22 de setembre de 2004 | Socorro              | LINEAR            |
| 238504           | 2004 SG58              | 16 de setembre de 2004 | Anderson Mesa        | LONEOS            |
| 238505           | 2004 TK5               | 4 d'octubre de 2004    | Kitt Peak            | Spacewatch        |
| 238506           | 2004 TH8               | 5 d'octubre de 2004    | Anderson Mesa        | LONEOS            |
| 238507           | 2004 TW12              | 7 d'octubre de 2004    | Goodricke-Pigott     | R. A. Tucker      |
| 238508           | 2004 TO46              | 4 d'octubre de 2004    | Kitt Peak            | Spacewatch        |
| 238509           | 2004 TH52              | 4 d'octubre de 2004    | Kitt Peak            | Spacewatch        |
| 238510           | 2004 TH55              | 4 d'octubre de 2004    | Kitt Peak            | Spacewatch        |
| 238511           | 2004 TJ68              | 5 d'octubre de 2004    | Anderson Mesa        | LONEOS            |
| 238512           | 2004 TF70              | 5 d'octubre de 2004    | Palomar              | NEAT              |
| 238513           | 2004 TU88              | 5 d'octubre de 2004    | Kitt Peak            | Spacewatch        |
| 238514           | 2004 TV98              | 5 d'octubre de 2004    | Kitt Peak            | Spacewatch        |
| 238515           | 2004 TN108             | 7 d'octubre de 2004    | Socorro              | LINEAR            |
| 238516           | 2004 TM109             | 7 d'octubre de 2004    | Socorro              | LINEAR            |
| 238517           | 2004 TN113             | 7 d'octubre de 2004    | Palomar              | NEAT              |
| 238518           | 2004 TC121             | 7 d'octubre de 2004    | Anderson Mesa        | LONEOS            |
| 238519           | 2004 TC133             | 7 d'octubre de 2004    | Anderson Mesa        | LONEOS            |
| 238520           | 2004 TZ144             | 4 d'octubre de 2004    | Kitt Peak            | Spacewatch        |
| 238521           | 2004 TF151             | 6 d'octubre de 2004    | Kitt Peak            | Spacewatch        |
| 238522           | 2004 TZ163             | 6 d'octubre de 2004    | Kitt Peak            | Spacewatch        |
| 238523           | 2004 TV169             | 7 d'octubre de 2004    | Socorro              | LINEAR            |
| 238524           | 2004 TV173             | 8 d'octubre de 2004    | Socorro              | LINEAR            |
| 238525           | 2004 TL185             | 7 d'octubre de 2004    | Kitt Peak            | Spacewatch        |
| 238526           | 2004 TE187             | 7 d'octubre de 2004    | Kitt Peak            | Spacewatch        |
| 238527           | 2004 TN220             | 6 d'octubre de 2004    | Socorro              | LINEAR            |
| 238528           | 2004 TH240             | 10 d'octubre de 2004   | Socorro              | LINEAR            |
| 238529           | 2004 TR262             | 9 d'octubre de 2004    | Socorro              | LINEAR            |
| 238530           | 2004 TM275             | 9 d'octubre de 2004    | Kitt Peak            | Spacewatch        |
| 238531           | 2004 TL278             | 9 d'octubre de 2004    | Kitt Peak            | Spacewatch        |
| 238532           | 2004 TJ281             | 11 d'octubre de 2004   | Kitt Peak            | Spacewatch        |
| 238533           | 2004 TM321             | 11 d'octubre de 2004   | Kitt Peak            | Spacewatch        |
| 238534           | 2004 TH332             | 9 d'octubre de 2004    | Kitt Peak            | Spacewatch        |
| 238535           | 2004 TQ334             | 10 d'octubre de 2004   | Kitt Peak            | Spacewatch        |
| 238536           | 2004 VH6               | 3 de novembre de 2004  | Kitt Peak            | Spacewatch        |
| 238537           | 2004 VY8               | 3 de novembre de 2004  | Catalina             | CSS               |
| 238538           | 2004 VU12              | 3 de novembre de 2004  | Palomar              | NEAT              |
| 238539           | 2004 VD19              | 4 de novembre de 2004  | Kitt Peak            | Spacewatch        |
| 238540           | 2004 VM21              | 4 de novembre de 2004  | Catalina             | CSS               |
| 238541           | 2004 VV24              | 4 de novembre de 2004  | Anderson Mesa        | LONEOS            |
| 238542           | 2004 VT27              | 5 de novembre de 2004  | Palomar              | NEAT              |
| 238543           | 2004 VK36              | 4 de novembre de 2004  | Kitt Peak            | Spacewatch        |
| 238544           | 2004 VT48              | 4 de novembre de 2004  | Kitt Peak            | Spacewatch        |
| 238545           | 2004 VS62              | 6 de novembre de 2004  | Socorro              | LINEAR            |
| 238546           | 2004 VK65              | 13 de novembre de 2004 | Great Shefford       | P. Birtwhistle    |
| 238547           | 2004 VL70              | 4 de novembre de 2004  | Catalina             | CSS               |
| 238548           | 2004 VV70              | 7 de novembre de 2004  | Socorro              | LINEAR            |
| 238549           | 2004 VB75              | 12 de novembre de 2004 | Catalina             | CSS               |
| 238550           | 2004 VP75              | 4 de novembre de 2004  | Kitt Peak            | Spacewatch        |
| 238551           | 2004 VW96              | 11 de novembre de 2004 | Kitt Peak            | Spacewatch        |
| 238552           | 2004 WS7               | 19 de novembre de 2004 | Catalina             | CSS               |
| 238553           | 2004 XX4               | 2 de desembre de 2004  | Catalina             | CSS               |
| 238554           | 2004 XK13              | 8 de desembre de 2004  | Socorro              | LINEAR            |
| 238555           | 2004 XL15              | 8 de desembre de 2004  | Socorro              | LINEAR            |
| 238556           | 2004 XN21              | 8 de desembre de 2004  | Socorro              | LINEAR            |
| 238557           | 2004 XK26              | 9 de desembre de 2004  | Kitt Peak            | Spacewatch        |
| 238558           | 2004 XH27              | 10 de desembre de 2004 | Socorro              | LINEAR            |
| 238559           | 2004 XX28              | 10 de desembre de 2004 | Socorro              | LINEAR            |
| 238560           | 2004 XO44              | 2 de desembre de 2004  | Socorro              | LINEAR            |
| 238561           | 2004 XP51              | 10 de desembre de 2004 | Socorro              | LINEAR            |
| 238562           | 2004 XX53              | 10 de desembre de 2004 | Kitt Peak            | Spacewatch        |
| 238563           | 2004 XN60              | 12 de desembre de 2004 | Kitt Peak            | Spacewatch        |
| 238564           | 2004 XP64              | 2 de desembre de 2004  | Kitt Peak            | Spacewatch        |
| 238565           | 2004 XQ74              | 8 de desembre de 2004  | Socorro              | LINEAR            |
| 238566           | 2004 XD75              | 9 de desembre de 2004  | Kitt Peak            | Spacewatch        |
| 238567           | 2004 XO78              | 10 de desembre de 2004 | Socorro              | LINEAR            |
| 238568           | 2004 XF80              | 10 de desembre de 2004 | Vail-Jarnac          | Jarnac            |
| 238569           | 2004 XL80              | 10 de desembre de 2004 | Socorro              | LINEAR            |
| 238570           | 2004 XP86              | 13 de desembre de 2004 | Kitt Peak            | Spacewatch        |
| 238571           | 2004 XE87              | 9 de desembre de 2004  | Catalina             | CSS               |
| 238572           | 2004 XO89              | 11 de desembre de 2004 | Socorro              | LINEAR            |
| 238573           | 2004 XL98              | 11 de desembre de 2004 | Kitt Peak            | Spacewatch        |
| 238574           | 2004 XK111             | 14 de desembre de 2004 | Kitt Peak            | Spacewatch        |
| 238575           | 2004 XR121             | 15 de desembre de 2004 | Kitt Peak            | Spacewatch        |
| 238576           | 2004 XZ123             | 10 de desembre de 2004 | Socorro              | LINEAR            |
| 238577           | 2004 XM124             | 10 de desembre de 2004 | Socorro              | LINEAR            |
| 238578           | 2004 XJ126             | 12 de desembre de 2004 | Kitt Peak            | Spacewatch        |
| 238579           | 2004 XP146             | 14 de desembre de 2004 | Catalina             | CSS               |
| 238580           | 2004 XC162             | 15 de desembre de 2004 | Catalina             | CSS               |
| 238581           | 2004 XP163             | 15 de desembre de 2004 | Kitt Peak            | Spacewatch        |
| 238582           | 2004 XV164             | 1 de desembre de 2004  | Socorro              | LINEAR            |
| 238583           | 2004 XF171             | 9 de desembre de 2004  | Catalina             | CSS               |
| 238584           | 2004 XR181             | 15 de desembre de 2004 | Socorro              | LINEAR            |
| 238585           | 2004 XQ191             | 11 de desembre de 2004 | Catalina             | CSS               |
| 238586           | 2004 YK2               | 16 de desembre de 2004 | Socorro              | LINEAR            |
| 238587           | 2004 YX3               | 16 de desembre de 2004 | Kitt Peak            | Spacewatch        |
| 238588           | 2004 YE4               | 16 de desembre de 2004 | Kitt Peak            | Spacewatch        |
| 238589           | 2004 YL5               | 20 de desembre de 2004 | Needville            | D. Wells          |
| 238590           | 2004 YC20              | 18 de desembre de 2004 | Mount Lemmon         | Mt. Lemmon Survey |
| 238591           | 2004 YS21              | 18 de desembre de 2004 | Mount Lemmon         | Mt. Lemmon Survey |
| 238592           | 2004 YQ25              | 18 de desembre de 2004 | Socorro              | LINEAR            |
| 238593 Paysdegex | 2005 AS                | 4 de gener de 2005     | Vicques              | M. Ory            |
| 238594           | 2005 AB4               | 6 de gener de 2005     | Catalina             | CSS               |
| 238595           | 2005 AW5               | 6 de gener de 2005     | Catalina             | CSS               |
| 238596           | 2005 AJ13              | 6 de gener de 2005     | Socorro              | LINEAR            |
| 238597           | 2005 AO20              | 6 de gener de 2005     | Socorro              | LINEAR            |
| 238598           | 2005 AE23              | 7 de gener de 2005     | Socorro              | LINEAR            |
| 238599           | 2005 AT23              | 7 de gener de 2005     | Kitt Peak            | Spacewatch        |
| 238600           | 2005 AZ42              | 15 de gener de 2005    | Socorro              | LINEAR            |

## 238601-238700
| Nom    | Designació provisional | Data de descobriment | Lloc de descobriment | Descobridor/s     |
| ------ | ---------------------- | -------------------- | -------------------- | ----------------- |
| 238601 | 2005 AC45              | 15 de gener de 2005  | Kitt Peak            | Spacewatch        |
| 238602 | 2005 AN46              | 11 de gener de 2005  | Socorro              | LINEAR            |
| 238603 | 2005 AS48              | 13 de gener de 2005  | Kitt Peak            | Spacewatch        |
| 238604 | 2005 AP53              | 13 de gener de 2005  | Socorro              | LINEAR            |
| 238605 | 2005 AF55              | 15 de gener de 2005  | Socorro              | LINEAR            |
| 238606 | 2005 AR67              | 13 de gener de 2005  | Catalina             | CSS               |
| 238607 | 2005 AF75              | 15 de gener de 2005  | Kitt Peak            | Spacewatch        |
| 238608 | 2005 AW80              | 15 de gener de 2005  | Kitt Peak            | Spacewatch        |
| 238609 | 2005 AB81              | 15 de gener de 2005  | Kitt Peak            | Spacewatch        |
| 238610 | 2005 BM                | 16 de gener de 2005  | Desert Eagle         | W. K. Y. Yeung    |
| 238611 | 2005 BM2               | 16 de gener de 2005  | Socorro              | LINEAR            |
| 238612 | 2005 BG9               | 16 de gener de 2005  | Socorro              | LINEAR            |
| 238613 | 2005 BC10              | 16 de gener de 2005  | Socorro              | LINEAR            |
| 238614 | 2005 BY10              | 16 de gener de 2005  | Kitt Peak            | Spacewatch        |
| 238615 | 2005 BP16              | 16 de gener de 2005  | Socorro              | LINEAR            |
| 238616 | 2005 BT21              | 16 de gener de 2005  | Kitt Peak            | Spacewatch        |
| 238617 | 2005 BL22              | 16 de gener de 2005  | Kitt Peak            | Spacewatch        |
| 238618 | 2005 BX23              | 17 de gener de 2005  | Kitt Peak            | Spacewatch        |
| 238619 | 2005 BG24              | 17 de gener de 2005  | Catalina             | CSS               |
| 238620 | 2005 BK25              | 18 de gener de 2005  | Catalina             | CSS               |
| 238621 | 2005 BE39              | 16 de gener de 2005  | Mauna Kea            | C. Veillet        |
| 238622 | 2005 CT11              | 1 de febrer de 2005  | Catalina             | CSS               |
| 238623 | 2005 CL12              | 1 de febrer de 2005  | Piszkesteto          | Piszkesteto       |
| 238624 | 2005 CV13              | 2 de febrer de 2005  | Palomar              | NEAT              |
| 238625 | 2005 CB14              | 2 de febrer de 2005  | Kitt Peak            | Spacewatch        |
| 238626 | 2005 CC21              | 2 de febrer de 2005  | Catalina             | CSS               |
| 238627 | 2005 CL21              | 2 de febrer de 2005  | Catalina             | CSS               |
| 238628 | 2005 CG22              | 3 de febrer de 2005  | Socorro              | LINEAR            |
| 238629 | 2005 CA24              | 2 de febrer de 2005  | Palomar              | NEAT              |
| 238630 | 2005 CK25              | 4 de febrer de 2005  | Altschwendt          | Altschwendt       |
| 238631 | 2005 CJ27              | 2 de febrer de 2005  | Socorro              | LINEAR            |
| 238632 | 2005 CD32              | 1 de febrer de 2005  | Kitt Peak            | Spacewatch        |
| 238633 | 2005 CB36              | 3 de febrer de 2005  | Socorro              | LINEAR            |
| 238634 | 2005 CD48              | 2 de febrer de 2005  | Kitt Peak            | Spacewatch        |
| 238635 | 2005 CT53              | 4 de febrer de 2005  | Kitt Peak            | Spacewatch        |
| 238636 | 2005 CF55              | 4 de febrer de 2005  | Mount Lemmon         | Mt. Lemmon Survey |
| 238637 | 2005 CR65              | 9 de febrer de 2005  | Kitt Peak            | Spacewatch        |
| 238638 | 2005 CB76              | 2 de febrer de 2005  | Kitt Peak            | Spacewatch        |
| 238639 | 2005 EK6               | 1 de març de 2005    | Kitt Peak            | Spacewatch        |
| 238640 | 2005 EM6               | 1 de març de 2005    | Kitt Peak            | Spacewatch        |
| 238641 | 2005 EF11              | 2 de març de 2005    | Catalina             | CSS               |
| 238642 | 2005 EL12              | 2 de març de 2005    | Catalina             | CSS               |
| 238643 | 2005 EX17              | 3 de març de 2005    | Kitt Peak            | Spacewatch        |
| 238644 | 2005 EY19              | 3 de març de 2005    | Catalina             | CSS               |
| 238645 | 2005 EL25              | 3 de març de 2005    | Catalina             | CSS               |
| 238646 | 2005 EU25              | 3 de març de 2005    | Catalina             | CSS               |
| 238647 | 2005 EK37              | 4 de març de 2005    | Mount Lemmon         | Mt. Lemmon Survey |
| 238648 | 2005 EZ40              | 1 de març de 2005    | Catalina             | CSS               |
| 238649 | 2005 ET42              | 3 de març de 2005    | Kitt Peak            | Spacewatch        |
| 238650 | 2005 EV44              | 3 de març de 2005    | Kitt Peak            | Spacewatch        |
| 238651 | 2005 EC45              | 3 de març de 2005    | Catalina             | CSS               |
| 238652 | 2005 EE58              | 4 de març de 2005    | Mount Lemmon         | Mt. Lemmon Survey |
| 238653 | 2005 EX77              | 3 de març de 2005    | Catalina             | CSS               |
| 238654 | 2005 EY85              | 4 de març de 2005    | Socorro              | LINEAR            |
| 238655 | 2005 EV97              | 3 de març de 2005    | Catalina             | CSS               |
| 238656 | 2005 EU102             | 4 de març de 2005    | Kitt Peak            | Spacewatch        |
| 238657 | 2005 EV103             | 4 de març de 2005    | Kitt Peak            | Spacewatch        |
| 238658 | 2005 EP109             | 4 de març de 2005    | Mount Lemmon         | Mt. Lemmon Survey |
| 238659 | 2005 EG114             | 4 de març de 2005    | Mount Lemmon         | Mt. Lemmon Survey |
| 238660 | 2005 ER116             | 4 de març de 2005    | Mount Lemmon         | Mt. Lemmon Survey |
| 238661 | 2005 EW121             | 8 de març de 2005    | Socorro              | LINEAR            |
| 238662 | 2005 EN128             | 9 de març de 2005    | Kitt Peak            | Spacewatch        |
| 238663 | 2005 ES138             | 9 de març de 2005    | Socorro              | LINEAR            |
| 238664 | 2005 EL143             | 10 de març de 2005   | Mount Lemmon         | Mt. Lemmon Survey |
| 238665 | 2005 EJ144             | 10 de març de 2005   | Mount Lemmon         | Mt. Lemmon Survey |
| 238666 | 2005 ED148             | 10 de març de 2005   | Kitt Peak            | Spacewatch        |
| 238667 | 2005 EE158             | 9 de març de 2005    | Mount Lemmon         | Mt. Lemmon Survey |
| 238668 | 2005 ED160             | 9 de març de 2005    | Mount Lemmon         | Mt. Lemmon Survey |
| 238669 | 2005 EQ163             | 10 de març de 2005   | Mount Lemmon         | Mt. Lemmon Survey |
| 238670 | 2005 EQ171             | 7 de març de 2005    | Socorro              | LINEAR            |
| 238671 | 2005 EM179             | 9 de març de 2005    | Kitt Peak            | Spacewatch        |
| 238672 | 2005 EK182             | 9 de març de 2005    | Anderson Mesa        | LONEOS            |
| 238673 | 2005 EN185             | 10 de març de 2005   | Mount Lemmon         | Mt. Lemmon Survey |
| 238674 | 2005 EX187             | 10 de març de 2005   | Mount Lemmon         | Mt. Lemmon Survey |
| 238675 | 2005 EN192             | 11 de març de 2005   | Mount Lemmon         | Mt. Lemmon Survey |
| 238676 | 2005 EC193             | 11 de març de 2005   | Mount Lemmon         | Mt. Lemmon Survey |
| 238677 | 2005 EN201             | 8 de març de 2005    | Catalina             | CSS               |
| 238678 | 2005 EP205             | 13 de març de 2005   | Kitt Peak            | Spacewatch        |
| 238679 | 2005 EL207             | 8 de març de 2005    | Anderson Mesa        | LONEOS            |
| 238680 | 2005 EA209             | 4 de març de 2005    | Kitt Peak            | Spacewatch        |
| 238681 | 2005 EM212             | 4 de març de 2005    | Catalina             | CSS               |
| 238682 | 2005 ES219             | 10 de març de 2005   | Mount Lemmon         | Mt. Lemmon Survey |
| 238683 | 2005 EX226             | 9 de març de 2005    | Mount Lemmon         | Mt. Lemmon Survey |
| 238684 | 2005 EF235             | 10 de març de 2005   | Mount Lemmon         | Mt. Lemmon Survey |
| 238685 | 2005 EH237             | 11 de març de 2005   | Kitt Peak            | Spacewatch        |
| 238686 | 2005 ES243             | 11 de març de 2005   | Kitt Peak            | Spacewatch        |
| 238687 | 2005 EK246             | 12 de març de 2005   | Kitt Peak            | Spacewatch        |
| 238688 | 2005 EO248             | 12 de març de 2005   | Kitt Peak            | Spacewatch        |
| 238689 | 2005 EL253             | 11 de març de 2005   | Kitt Peak            | Spacewatch        |
| 238690 | 2005 EK255             | 11 de març de 2005   | Mount Lemmon         | Mt. Lemmon Survey |
| 238691 | 2005 EK263             | 13 de març de 2005   | Kitt Peak            | Spacewatch        |
| 238692 | 2005 EA269             | 14 de març de 2005   | Mount Lemmon         | Mt. Lemmon Survey |
| 238693 | 2005 EG269             | 15 de març de 2005   | Catalina             | CSS               |
| 238694 | 2005 EO270             | 15 de març de 2005   | Kitt Peak            | Spacewatch        |
| 238695 | 2005 EX283             | 11 de març de 2005   | Kitt Peak            | Spacewatch        |
| 238696 | 2005 EE287             | 3 de març de 2005    | Catalina             | CSS               |
| 238697 | 2005 ES287             | 8 de març de 2005    | Anderson Mesa        | LONEOS            |
| 238698 | 2005 EM288             | 8 de març de 2005    | Socorro              | LINEAR            |
| 238699 | 2005 EP323             | 10 de març de 2005   | Mount Lemmon         | Mt. Lemmon Survey |
| 238700 | 2005 EC327             | 10 de març de 2005   | Mount Lemmon         | Mt. Lemmon Survey |

## 238701-238800
| Nom                 | Designació provisional | Data de descobriment | Lloc de descobriment | Descobridor/s        |
| ------------------- | ---------------------- | -------------------- | -------------------- | -------------------- |
| 238701              | 2005 EE327             | 11 de març de 2005   | Mount Lemmon         | Mt. Lemmon Survey    |
| 238702              | 2005 ED328             | 13 de març de 2005   | Catalina             | CSS                  |
| 238703              | 2005 FR4               | 31 de març de 2005   | Vail-Jarnac          | Jarnac               |
| 238704              | 2005 FO5               | 31 de març de 2005   | Bergisch Gladbac     | Bergisch Gladbach    |
| 238705              | 2005 GY9               | 2 d'abril de 2005    | Kitt Peak            | Spacewatch           |
| 238706              | 2005 GF10              | 4 d'abril de 2005    | Catalina             | CSS                  |
| 238707              | 2005 GZ10              | 1 d'abril de 2005    | Anderson Mesa        | LONEOS               |
| 238708              | 2005 GD15              | 2 d'abril de 2005    | Mount Lemmon         | Mt. Lemmon Survey    |
| 238709              | 2005 GT21              | 4 d'abril de 2005    | Kitt Peak            | Spacewatch           |
| 823710 Halassy      | 2005 GW21              | 4 d'abril de 2005    | Piszkéstető          | K. Sárneczky         |
| 238711              | 2005 GD35              | 2 d'abril de 2005    | Needville            | Needville            |
| 238712              | 2005 GH36              | 2 d'abril de 2005    | Catalina             | CSS                  |
| 238713              | 2005 GQ37              | 2 d'abril de 2005    | Siding Spring        | Siding Spring Survey |
| 238714              | 2005 GP40              | 4 d'abril de 2005    | Mount Lemmon         | Mt. Lemmon Survey    |
| 238715              | 2005 GQ44              | 5 d'abril de 2005    | Mount Lemmon         | Mt. Lemmon Survey    |
| 238716              | 2005 GM45              | 5 d'abril de 2005    | Palomar              | NEAT                 |
| 238717              | 2005 GO47              | 5 d'abril de 2005    | Mount Lemmon         | Mt. Lemmon Survey    |
| 238718              | 2005 GB55              | 5 d'abril de 2005    | Mount Lemmon         | Mt. Lemmon Survey    |
| 238719              | 2005 GO62              | 2 d'abril de 2005    | Mount Lemmon         | Mt. Lemmon Survey    |
| 238720              | 2005 GB64              | 2 d'abril de 2005    | Catalina             | CSS                  |
| 238721              | 2005 GC67              | 2 d'abril de 2005    | Mount Lemmon         | Mt. Lemmon Survey    |
| 238722              | 2005 GK76              | 5 d'abril de 2005    | Palomar              | NEAT                 |
| 238723              | 2005 GD79              | 6 d'abril de 2005    | Catalina             | CSS                  |
| 238724              | 2005 GT79              | 6 d'abril de 2005    | Mount Lemmon         | Mt. Lemmon Survey    |
| 238725              | 2005 GE82              | 4 d'abril de 2005    | Mount Lemmon         | Mt. Lemmon Survey    |
| 238726              | 2005 GK82              | 4 d'abril de 2005    | Catalina             | CSS                  |
| 238727              | 2005 GK86              | 4 d'abril de 2005    | Catalina             | CSS                  |
| 238728              | 2005 GU86              | 4 d'abril de 2005    | Mount Lemmon         | Mt. Lemmon Survey    |
| 238729              | 2005 GZ87              | 5 d'abril de 2005    | Anderson Mesa        | LONEOS               |
| 238730              | 2005 GT101             | 9 d'abril de 2005    | Kitt Peak            | Spacewatch           |
| 238731              | 2005 GD105             | 10 d'abril de 2005   | Kitt Peak            | Spacewatch           |
| 238732              | 2005 GO108             | 10 d'abril de 2005   | Mount Lemmon         | Mt. Lemmon Survey    |
| 238733              | 2005 GS110             | 10 d'abril de 2005   | Mount Lemmon         | Mt. Lemmon Survey    |
| 238734              | 2005 GN116             | 11 d'abril de 2005   | Kitt Peak            | Spacewatch           |
| 238735              | 2005 GC118             | 11 d'abril de 2005   | Mount Lemmon         | Mt. Lemmon Survey    |
| 238736              | 2005 GT120             | 5 d'abril de 2005    | Mount Lemmon         | Mt. Lemmon Survey    |
| 238737              | 2005 GM121             | 5 d'abril de 2005    | Kitt Peak            | Spacewatch           |
| 238738              | 2005 GY125             | 11 d'abril de 2005   | Mount Lemmon         | Mt. Lemmon Survey    |
| 238739              | 2005 GJ128             | 12 d'abril de 2005   | Socorro              | LINEAR               |
| 238740              | 2005 GS130             | 8 d'abril de 2005    | Socorro              | LINEAR               |
| 238741              | 2005 GX131             | 10 d'abril de 2005   | Kitt Peak            | Spacewatch           |
| 238742              | 2005 GQ134             | 10 d'abril de 2005   | Mount Lemmon         | Mt. Lemmon Survey    |
| 238743              | 2005 GV134             | 10 d'abril de 2005   | Mount Lemmon         | Mt. Lemmon Survey    |
| 238744              | 2005 GB141             | 14 d'abril de 2005   | Kitt Peak            | Spacewatch           |
| 238745              | 2005 GA144             | 10 d'abril de 2005   | Kitt Peak            | Spacewatch           |
| 238746              | 2005 GG150             | 11 d'abril de 2005   | Kitt Peak            | Spacewatch           |
| 238747              | 2005 GJ160             | 12 d'abril de 2005   | Kitt Peak            | Spacewatch           |
| 238748              | 2005 GD164             | 10 d'abril de 2005   | Mount Lemmon         | Mt. Lemmon Survey    |
| 238749              | 2005 GZ171             | 13 d'abril de 2005   | Kitt Peak            | Spacewatch           |
| 238750              | 2005 GL174             | 14 d'abril de 2005   | Kitt Peak            | Spacewatch           |
| 238751              | 2005 GG225             | 2 d'abril de 2005    | Mount Lemmon         | Mt. Lemmon Survey    |
| 238752              | 2005 HF4               | 30 d'abril de 2005   | Mayhill              | A. Lowe              |
| 238753              | 2005 HY7               | 30 d'abril de 2005   | Palomar              | NEAT                 |
| 238754              | 2005 HN10              | 16 d'abril de 2005   | Kitt Peak            | Spacewatch           |
| 238755              | 2005 JA1               | 3 de maig de 2005    | Socorro              | LINEAR               |
| 238756              | 2005 JY3               | 2 de maig de 2005    | Kitt Peak            | Spacewatch           |
| 238757              | 2005 JB15              | 2 de maig de 2005    | Kitt Peak            | Spacewatch           |
| 238758              | 2005 JK16              | 4 de maig de 2005    | Kitt Peak            | Spacewatch           |
| 238759              | 2005 JY20              | 4 de maig de 2005    | Palomar              | NEAT                 |
| 238760              | 2005 JP28              | 3 de maig de 2005    | Kitt Peak            | Spacewatch           |
| 238761              | 2005 JW54              | 4 de maig de 2005    | Mount Lemmon         | Mt. Lemmon Survey    |
| 238762              | 2005 JK61              | 8 de maig de 2005    | Kitt Peak            | Spacewatch           |
| 238763              | 2005 JT68              | 6 de maig de 2005    | Socorro              | LINEAR               |
| 238764              | 2005 JV81              | 3 de maig de 2005    | Kitt Peak            | Spacewatch           |
| 238765              | 2005 JJ82              | 6 de maig de 2005    | Mount Lemmon         | Mt. Lemmon Survey    |
| 238766              | 2005 JF85              | 8 de maig de 2005    | Socorro              | LINEAR               |
| 238767              | 2005 JV85              | 8 de maig de 2005    | Mount Lemmon         | Mt. Lemmon Survey    |
| 238768              | 2005 JD87              | 9 de maig de 2005    | Mount Lemmon         | Mt. Lemmon Survey    |
| 238769              | 2005 JL93              | 11 de maig de 2005   | Palomar              | NEAT                 |
| 238770              | 2005 JN93              | 11 de maig de 2005   | Palomar              | NEAT                 |
| 238771 Juhászbalázs | 2005 JB94              | 12 de maig de 2005   | Piszkéstető          | K. Sárneczky         |
| 238772              | 2005 JZ94              | 7 de maig de 2005    | Mount Lemmon         | Mt. Lemmon Survey    |
| 238773              | 2005 JO97              | 8 de maig de 2005    | Kitt Peak            | Spacewatch           |
| 238774              | 2005 JM106             | 11 de maig de 2005   | Palomar              | NEAT                 |
| 238775              | 2005 JV127             | 12 de maig de 2005   | Socorro              | LINEAR               |
| 238776              | 2005 JR136             | 12 de maig de 2005   | Kitt Peak            | Spacewatch           |
| 238777              | 2005 JO138             | 13 de maig de 2005   | Kitt Peak            | Spacewatch           |
| 238778              | 2005 JB139             | 13 de maig de 2005   | Mount Lemmon         | Mt. Lemmon Survey    |
| 238779              | 2005 JF139             | 13 de maig de 2005   | Catalina             | CSS                  |
| 238780              | 2005 JD145             | 15 de maig de 2005   | Mount Lemmon         | Mt. Lemmon Survey    |
| 238781              | 2005 JD147             | 15 de maig de 2005   | Palomar              | NEAT                 |
| 238782              | 2005 JK147             | 15 de maig de 2005   | Palomar              | NEAT                 |
| 238783              | 2005 JA150             | 3 de maig de 2005    | Kitt Peak            | Spacewatch           |
| 238784              | 2005 JK151             | 3 de maig de 2005    | Catalina             | CSS                  |
| 238785              | 2005 JE162             | 8 de maig de 2005    | Kitt Peak            | Spacewatch           |
| 238786              | 2005 JK162             | 8 de maig de 2005    | Kitt Peak            | Spacewatch           |
| 238787              | 2005 JX180             | 4 de maig de 2005    | Anderson Mesa        | LONEOS               |
| 238788              | 2005 KX3               | 17 de maig de 2005   | Mount Lemmon         | Mt. Lemmon Survey    |
| 238789              | 2005 KA9               | 19 de maig de 2005   | Mount Lemmon         | Mt. Lemmon Survey    |
| 238790              | 2005 KY9               | 30 de maig de 2005   | Reedy Creek          | J. Broughton         |
| 238791              | 2005 KZ11              | 30 de maig de 2005   | Siding Spring        | Siding Spring Survey |
| 238792              | 2005 KU13              | 16 de maig de 2005   | Mount Lemmon         | Mt. Lemmon Survey    |
| 238793              | 2005 KE14              | 20 de maig de 2005   | Mount Lemmon         | Mt. Lemmon Survey    |
| 238794              | 2005 LO1               | 1 de juny de 2005    | Mount Lemmon         | Mt. Lemmon Survey    |
| 238795              | 2005 LK4               | 1 de juny de 2005    | Kitt Peak            | Spacewatch           |
| 238796              | 2005 LF10              | 3 de juny de 2005    | Kitt Peak            | Spacewatch           |
| 238797              | 2005 LM21              | 6 de juny de 2005    | Kitt Peak            | Spacewatch           |
| 238798              | 2005 LZ21              | 9 de juny de 2005    | Catalina             | CSS                  |
| 238799              | 2005 LU22              | 8 de juny de 2005    | Kitt Peak            | Spacewatch           |
| 238800              | 2005 LL27              | 9 de juny de 2005    | Kitt Peak            | Spacewatch           |

## 238801-238900
| Nom           | Designació provisional | Data de descobriment   | Lloc de descobriment | Descobridor/s        |
| ------------- | ---------------------- | ---------------------- | -------------------- | -------------------- |
| 238801        | 2005 LF36              | 13 de juny de 2005     | Mount Lemmon         | Mt. Lemmon Survey    |
| 238802        | 2005 LB38              | 11 de juny de 2005     | Kitt Peak            | Spacewatch           |
| 238803        | 2005 LB53              | 1 de juny de 2005      | Mount Lemmon         | Mt. Lemmon Survey    |
| 238804        | 2005 LH53              | 13 de juny de 2005     | Mount Lemmon         | Mt. Lemmon Survey    |
| 238805        | 2005 LZ53              | 8 de juny de 2005      | Kitt Peak            | Spacewatch           |
| 238806        | 2005 MQ1               | 16 de juny de 2005     | Reedy Creek          | J. Broughton         |
| 238807        | 2005 MQ7               | 27 de juny de 2005     | Mount Lemmon         | Mt. Lemmon Survey    |
| 238808        | 2005 MS10              | 27 de juny de 2005     | Kitt Peak            | Spacewatch           |
| 238809        | 2005 MT13              | 28 de juny de 2005     | Kitt Peak            | Spacewatch           |
| 238810        | 2005 MY29              | 29 de juny de 2005     | Kitt Peak            | Spacewatch           |
| 238811        | 2005 NO20              | 6 de juliol de 2005    | Siding Spring        | Siding Spring Survey |
| 238812        | 2005 ND23              | 4 de juliol de 2005    | Socorro              | LINEAR               |
| 238813        | 2005 NT70              | 4 de juliol de 2005    | Palomar              | NEAT                 |
| 238814        | 2005 NU123             | 15 de juliol de 2005   | Kitt Peak            | Spacewatch           |
| 238815        | 2005 OQ16              | 30 de juliol de 2005   | Palomar              | NEAT                 |
| 238816        | 2005 PU9               | 4 d'agost de 2005      | Palomar              | NEAT                 |
| 238817 Titeuf | 2005 PQ16              | 10 d'agost de 2005     | Vicques              | M. Ory               |
| 238818        | 2005 PO23              | 6 d'agost de 2005      | Siding Spring        | Siding Spring Survey |
| 238819        | 2005 QL1               | 22 d'agost de 2005     | Palomar              | NEAT                 |
| 238820        | 2005 QX4               | 24 d'agost de 2005     | Siding Spring        | Siding Spring Survey |
| 238821        | 2005 QJ9               | 25 d'agost de 2005     | Palomar              | NEAT                 |
| 238822        | 2005 QQ60              | 26 d'agost de 2005     | Anderson Mesa        | LONEOS               |
| 238823        | 2005 QK73              | 29 d'agost de 2005     | Anderson Mesa        | LONEOS               |
| 238824        | 2005 QK90              | 25 d'agost de 2005     | Palomar              | NEAT                 |
| 238825        | 2005 SH10              | 26 de setembre de 2005 | Socorro              | LINEAR               |
| 238826        | 2005 SJ62              | 26 de setembre de 2005 | Kitt Peak            | Spacewatch           |
| 238827        | 2005 SE85              | 24 de setembre de 2005 | Kitt Peak            | Spacewatch           |
| 238828        | 2005 SU100             | 25 de setembre de 2005 | Kitt Peak            | Spacewatch           |
| 238829        | 2005 SZ185             | 29 de setembre de 2005 | Palomar              | NEAT                 |
| 238830        | 2005 TM13              | 3 d'octubre de 2005    | Socorro              | LINEAR               |
| 238831        | 2005 TZ61              | 4 d'octubre de 2005    | Mount Lemmon         | Mt. Lemmon Survey    |
| 238832        | 2005 TG65              | 1 d'octubre de 2005    | Kitt Peak            | Spacewatch           |
| 238833        | 2005 TZ82              | 3 d'octubre de 2005    | Socorro              | LINEAR               |
| 238834        | 2005 TN134             | 10 d'octubre de 2005   | Kitt Peak            | Spacewatch           |
| 238835        | 2005 TX179             | 6 d'octubre de 2005    | Catalina             | CSS                  |
| 238836        | 2005 TX190             | 13 d'octubre de 2005   | Kitt Peak            | Spacewatch           |
| 238837        | 2005 UH2               | 23 d'octubre de 2005   | Goodricke-Pigott     | R. A. Tucker         |
| 238838        | 2005 UH9               | 21 d'octubre de 2005   | Palomar              | NEAT                 |
| 238839        | 2005 UE13              | 22 d'octubre de 2005   | Kitt Peak            | Spacewatch           |
| 238840        | 2005 UX29              | 23 d'octubre de 2005   | Catalina             | CSS                  |
| 238841        | 2005 UY124             | 24 d'octubre de 2005   | Kitt Peak            | Spacewatch           |
| 238842        | 2005 UX147             | 26 d'octubre de 2005   | Kitt Peak            | Spacewatch           |
| 238843        | 2005 UM172             | 24 d'octubre de 2005   | Kitt Peak            | Spacewatch           |
| 238844        | 2005 US185             | 25 d'octubre de 2005   | Mount Lemmon         | Mt. Lemmon Survey    |
| 238845        | 2005 UX196             | 24 d'octubre de 2005   | Kitt Peak            | Spacewatch           |
| 238846        | 2005 US220             | 25 d'octubre de 2005   | Kitt Peak            | Spacewatch           |
| 238847        | 2005 UR279             | 24 d'octubre de 2005   | Kitt Peak            | Spacewatch           |
| 238848        | 2005 UO456             | 30 d'octubre de 2005   | Catalina             | CSS                  |
| 238849        | 2005 UH491             | 24 d'octubre de 2005   | Palomar              | NEAT                 |
| 238850        | 2005 UL530             | 24 d'octubre de 2005   | Mauna Kea            | D. J. Tholen         |
| 238851        | 2005 VS3               | 1 de novembre de 2005  | Socorro              | LINEAR               |
| 238852        | 2005 VZ6               | 12 de novembre de 2005 | Socorro              | LINEAR               |
| 238853        | 2005 VZ30              | 4 de novembre de 2005  | Kitt Peak            | Spacewatch           |
| 238854        | 2005 VL86              | 4 de novembre de 2005  | Mount Lemmon         | Mt. Lemmon Survey    |
| 238855        | 2005 WN6               | 21 de novembre de 2005 | Catalina             | CSS                  |
| 238856        | 2005 WQ77              | 25 de novembre de 2005 | Kitt Peak            | Spacewatch           |
| 238857        | 2005 WN87              | 28 de novembre de 2005 | Mount Lemmon         | Mt. Lemmon Survey    |
| 238858        | 2005 WV113             | 28 de novembre de 2005 | Kitt Peak            | Spacewatch           |
| 238859        | 2005 WB116             | 30 de novembre de 2005 | Socorro              | LINEAR               |
| 238860        | 2005 WJ125             | 25 de novembre de 2005 | Mount Lemmon         | Mt. Lemmon Survey    |
| 238861        | 2005 WL140             | 26 de novembre de 2005 | Mount Lemmon         | Mt. Lemmon Survey    |
| 238862        | 2005 WV150             | 28 de novembre de 2005 | Socorro              | LINEAR               |
| 238863        | 2005 WK158             | 26 de novembre de 2005 | Mount Lemmon         | Mt. Lemmon Survey    |
| 238864        | 2005 WJ180             | 21 de novembre de 2005 | Catalina             | CSS                  |
| 238865        | 2005 XA6               | 1 de desembre de 2005  | Mount Lemmon         | Mt. Lemmon Survey    |
| 238866        | 2005 XP18              | 1 de desembre de 2005  | Kitt Peak            | Spacewatch           |
| 238867        | 2005 XP20              | 2 de desembre de 2005  | Kitt Peak            | Spacewatch           |
| 238868        | 2005 XQ26              | 4 de desembre de 2005  | Kitt Peak            | Spacewatch           |
| 238869        | 2005 XB35              | 4 de desembre de 2005  | Kitt Peak            | Spacewatch           |
| 238870        | 2005 XA37              | 4 de desembre de 2005  | Kitt Peak            | Spacewatch           |
| 238871        | 2005 XS49              | 2 de desembre de 2005  | Kitt Peak            | Spacewatch           |
| 238872        | 2005 XN56              | 5 de desembre de 2005  | Socorro              | LINEAR               |
| 238873        | 2005 XN91              | 10 de desembre de 2005 | Kitt Peak            | Spacewatch           |
| 238874        | 2005 YD5               | 21 de desembre de 2005 | Kitt Peak            | Spacewatch           |
| 238875        | 2005 YT15              | 22 de desembre de 2005 | Kitt Peak            | Spacewatch           |
| 238876        | 2005 YU24              | 24 de desembre de 2005 | Kitt Peak            | Spacewatch           |
| 238877        | 2005 YP25              | 24 de desembre de 2005 | Kitt Peak            | Spacewatch           |
| 238878        | 2005 YB27              | 22 de desembre de 2005 | Kitt Peak            | Spacewatch           |
| 238879        | 2005 YP29              | 25 de desembre de 2005 | Kitt Peak            | Spacewatch           |
| 238880        | 2005 YE32              | 22 de desembre de 2005 | Kitt Peak            | Spacewatch           |
| 238881        | 2005 YM40              | 27 de desembre de 2005 | Eskridge             | Eskridge             |
| 238882        | 2005 YY42              | 24 de desembre de 2005 | Kitt Peak            | Spacewatch           |
| 238883        | 2005 YK43              | 24 de desembre de 2005 | Kitt Peak            | Spacewatch           |
| 238884        | 2005 YV48              | 22 de desembre de 2005 | Kitt Peak            | Spacewatch           |
| 238885        | 2005 YC51              | 25 de desembre de 2005 | Mount Lemmon         | Mt. Lemmon Survey    |
| 238886        | 2005 YB64              | 24 de desembre de 2005 | Kitt Peak            | Spacewatch           |
| 238887        | 2005 YB66              | 25 de desembre de 2005 | Kitt Peak            | Spacewatch           |
| 238888        | 2005 YR71              | 24 de desembre de 2005 | Kitt Peak            | Spacewatch           |
| 238889        | 2005 YS72              | 24 de desembre de 2005 | Kitt Peak            | Spacewatch           |
| 238890        | 2005 YG86              | 25 de desembre de 2005 | Mount Lemmon         | Mt. Lemmon Survey    |
| 238891        | 2005 YT91              | 26 de desembre de 2005 | Mount Lemmon         | Mt. Lemmon Survey    |
| 238892        | 2005 YB94              | 26 de desembre de 2005 | Catalina             | CSS                  |
| 238893        | 2005 YE94              | 26 de desembre de 2005 | Catalina             | CSS                  |
| 238894        | 2005 YZ118             | 26 de desembre de 2005 | Mount Lemmon         | Mt. Lemmon Survey    |
| 238895        | 2005 YU123             | 24 de desembre de 2005 | Socorro              | LINEAR               |
| 238896        | 2005 YH138             | 26 de desembre de 2005 | Kitt Peak            | Spacewatch           |
| 238897        | 2005 YX150             | 25 de desembre de 2005 | Kitt Peak            | Spacewatch           |
| 238898        | 2005 YM153             | 29 de desembre de 2005 | Catalina             | CSS                  |
| 238899        | 2005 YY154             | 29 de desembre de 2005 | Kitt Peak            | Spacewatch           |
| 238900        | 2005 YT163             | 28 de desembre de 2005 | Kitt Peak            | Spacewatch           |

## 238901-239000
| Nom    | Designació provisional | Data de descobriment   | Lloc de descobriment | Descobridor/s     |
| ------ | ---------------------- | ---------------------- | -------------------- | ----------------- |
| 238901 | 2005 YP172             | 23 de desembre de 2005 | Socorro              | LINEAR            |
| 238902 | 2005 YO184             | 27 de desembre de 2005 | Kitt Peak            | Spacewatch        |
| 238903 | 2005 YA185             | 27 de desembre de 2005 | Catalina             | CSS               |
| 238904 | 2005 YH187             | 28 de desembre de 2005 | Kitt Peak            | Spacewatch        |
| 238905 | 2005 YE192             | 30 de desembre de 2005 | Kitt Peak            | Spacewatch        |
| 238906 | 2005 YA193             | 30 de desembre de 2005 | Kitt Peak            | Spacewatch        |
| 238907 | 2005 YD205             | 26 de desembre de 2005 | Mount Lemmon         | Mt. Lemmon Survey |
| 238908 | 2005 YT227             | 25 de desembre de 2005 | Kitt Peak            | Spacewatch        |
| 238909 | 2005 YH269             | 25 de desembre de 2005 | Mount Lemmon         | Mt. Lemmon Survey |
| 238910 | 2005 YN269             | 25 de desembre de 2005 | Mount Lemmon         | Mt. Lemmon Survey |
| 238911 | 2006 AJ6               | 3 de gener de 2006     | Socorro              | LINEAR            |
| 238912 | 2006 AB9               | 2 de gener de 2006     | Catalina             | CSS               |
| 238913 | 2006 AE9               | 3 de gener de 2006     | Socorro              | LINEAR            |
| 238914 | 2006 AR12              | 4 de gener de 2006     | Mount Lemmon         | Mt. Lemmon Survey |
| 238915 | 2006 AA15              | 5 de gener de 2006     | Mount Lemmon         | Mt. Lemmon Survey |
| 238916 | 2006 AE16              | 4 de gener de 2006     | Kitt Peak            | Spacewatch        |
| 238917 | 2006 AR24              | 5 de gener de 2006     | Kitt Peak            | Spacewatch        |
| 238918 | 2006 AW26              | 5 de gener de 2006     | Catalina             | CSS               |
| 238919 | 2006 AD29              | 6 de gener de 2006     | Anderson Mesa        | LONEOS            |
| 238920 | 2006 AJ37              | 4 de gener de 2006     | Kitt Peak            | Spacewatch        |
| 238921 | 2006 AQ37              | 4 de gener de 2006     | Kitt Peak            | Spacewatch        |
| 238922 | 2006 AR41              | 5 de gener de 2006     | Anderson Mesa        | LONEOS            |
| 238923 | 2006 AG43              | 6 de gener de 2006     | Kitt Peak            | Spacewatch        |
| 238924 | 2006 AN57              | 8 de gener de 2006     | Mount Lemmon         | Mt. Lemmon Survey |
| 238925 | 2006 AQ59              | 5 de gener de 2006     | Kitt Peak            | Spacewatch        |
| 238926 | 2006 AT76              | 5 de gener de 2006     | Mount Lemmon         | Mt. Lemmon Survey |
| 238927 | 2006 AX82              | 10 de gener de 2006    | Kitt Peak            | Spacewatch        |
| 238928 | 2006 AQ83              | 5 de gener de 2006     | Catalina             | CSS               |
| 238929 | 2006 AZ83              | 5 de gener de 2006     | Anderson Mesa        | LONEOS            |
| 238930 | 2006 AY84              | 6 de gener de 2006     | Anderson Mesa        | LONEOS            |
| 238931 | 2006 AZ85              | 12 de gener de 2006    | Palomar              | NEAT              |
| 238932 | 2006 AF90              | 6 de gener de 2006     | Mount Lemmon         | Mt. Lemmon Survey |
| 238933 | 2006 AP96              | 7 de gener de 2006     | Anderson Mesa        | LONEOS            |
| 238934 | 2006 AU100             | 6 de gener de 2006     | Mount Lemmon         | Mt. Lemmon Survey |
| 238935 | 2006 AW100             | 7 de gener de 2006     | Mount Lemmon         | Mt. Lemmon Survey |
| 238936 | 2006 BE6               | 20 de gener de 2006    | Catalina             | CSS               |
| 238937 | 2006 BY6               | 20 de gener de 2006    | Kitt Peak            | Spacewatch        |
| 238938 | 2006 BH11              | 20 de gener de 2006    | Kitt Peak            | Spacewatch        |
| 238939 | 2006 BJ13              | 22 de gener de 2006    | Anderson Mesa        | LONEOS            |
| 238940 | 2006 BC17              | 22 de gener de 2006    | Anderson Mesa        | LONEOS            |
| 238941 | 2006 BJ17              | 22 de gener de 2006    | Mount Lemmon         | Mt. Lemmon Survey |
| 238942 | 2006 BU17              | 22 de gener de 2006    | Mount Lemmon         | Mt. Lemmon Survey |
| 238943 | 2006 BV19              | 22 de gener de 2006    | Anderson Mesa        | LONEOS            |
| 238944 | 2006 BD24              | 23 de gener de 2006    | Mount Lemmon         | Mt. Lemmon Survey |
| 238945 | 2006 BT25              | 22 de gener de 2006    | Anderson Mesa        | LONEOS            |
| 238946 | 2006 BE26              | 22 de gener de 2006    | Anderson Mesa        | LONEOS            |
| 238947 | 2006 BT33              | 21 de gener de 2006    | Kitt Peak            | Spacewatch        |
| 238948 | 2006 BA38              | 23 de gener de 2006    | Kitt Peak            | Spacewatch        |
| 238949 | 2006 BL43              | 23 de gener de 2006    | Kitt Peak            | Spacewatch        |
| 238950 | 2006 BD44              | 23 de gener de 2006    | Kitt Peak            | Spacewatch        |
| 238951 | 2006 BW53              | 25 de gener de 2006    | Kitt Peak            | Spacewatch        |
| 238952 | 2006 BS60              | 26 de gener de 2006    | Kitt Peak            | Spacewatch        |
| 238953 | 2006 BG68              | 23 de gener de 2006    | Kitt Peak            | Spacewatch        |
| 238954 | 2006 BJ80              | 23 de gener de 2006    | Kitt Peak            | Spacewatch        |
| 238955 | 2006 BC81              | 23 de gener de 2006    | Kitt Peak            | Spacewatch        |
| 238956 | 2006 BD83              | 24 de gener de 2006    | Socorro              | LINEAR            |
| 238957 | 2006 BB90              | 25 de gener de 2006    | Kitt Peak            | Spacewatch        |
| 238958 | 2006 BF94              | 26 de gener de 2006    | Kitt Peak            | Spacewatch        |
| 238959 | 2006 BK94              | 26 de gener de 2006    | Kitt Peak            | Spacewatch        |
| 238960 | 2006 BS100             | 30 de gener de 2006    | Marly                | Observatoire Naef |
| 238961 | 2006 BC102             | 23 de gener de 2006    | Mount Lemmon         | Mt. Lemmon Survey |
| 238962 | 2006 BB103             | 23 de gener de 2006    | Mount Lemmon         | Mt. Lemmon Survey |
| 238963 | 2006 BJ115             | 26 de gener de 2006    | Kitt Peak            | Spacewatch        |
| 238964 | 2006 BJ117             | 26 de gener de 2006    | Kitt Peak            | Spacewatch        |
| 238965 | 2006 BK125             | 26 de gener de 2006    | Kitt Peak            | Spacewatch        |
| 238966 | 2006 BB127             | 26 de gener de 2006    | Kitt Peak            | Spacewatch        |
| 238967 | 2006 BN130             | 26 de gener de 2006    | Kitt Peak            | Spacewatch        |
| 238968 | 2006 BH142             | 26 de gener de 2006    | Kitt Peak            | Spacewatch        |
| 238969 | 2006 BE148             | 31 de gener de 2006    | Kitt Peak            | Spacewatch        |
| 238970 | 2006 BU151             | 25 de gener de 2006    | Kitt Peak            | Spacewatch        |
| 238971 | 2006 BK154             | 25 de gener de 2006    | Kitt Peak            | Spacewatch        |
| 238972 | 2006 BN154             | 25 de gener de 2006    | Kitt Peak            | Spacewatch        |
| 238973 | 2006 BW156             | 25 de gener de 2006    | Kitt Peak            | Spacewatch        |
| 238974 | 2006 BN157             | 25 de gener de 2006    | Kitt Peak            | Spacewatch        |
| 238975 | 2006 BE163             | 26 de gener de 2006    | Mount Lemmon         | Mt. Lemmon Survey |
| 238976 | 2006 BX164             | 26 de gener de 2006    | Kitt Peak            | Spacewatch        |
| 238977 | 2006 BL180             | 27 de gener de 2006    | Mount Lemmon         | Mt. Lemmon Survey |
| 238978 | 2006 BO189             | 28 de gener de 2006    | Kitt Peak            | Spacewatch        |
| 238979 | 2006 BT189             | 28 de gener de 2006    | Kitt Peak            | Spacewatch        |
| 238980 | 2006 BL195             | 30 de gener de 2006    | Kitt Peak            | Spacewatch        |
| 238981 | 2006 BZ205             | 31 de gener de 2006    | Mount Lemmon         | Mt. Lemmon Survey |
| 238982 | 2006 BG208             | 31 de gener de 2006    | Catalina             | CSS               |
| 238983 | 2006 BT211             | 31 de gener de 2006    | Kitt Peak            | Spacewatch        |
| 238984 | 2006 BZ216             | 26 de gener de 2006    | Catalina             | CSS               |
| 238985 | 2006 BY225             | 30 de gener de 2006    | Kitt Peak            | Spacewatch        |
| 238986 | 2006 BS226             | 30 de gener de 2006    | Kitt Peak            | Spacewatch        |
| 238987 | 2006 BO227             | 30 de gener de 2006    | Kitt Peak            | Spacewatch        |
| 238988 | 2006 BV238             | 31 de gener de 2006    | Mount Lemmon         | Mt. Lemmon Survey |
| 238989 | 2006 BD248             | 31 de gener de 2006    | Kitt Peak            | Spacewatch        |
| 238990 | 2006 BH252             | 31 de gener de 2006    | Kitt Peak            | Spacewatch        |
| 238991 | 2006 BB253             | 31 de gener de 2006    | Kitt Peak            | Spacewatch        |
| 238992 | 2006 BH260             | 31 de gener de 2006    | Kitt Peak            | Spacewatch        |
| 238993 | 2006 BK263             | 31 de gener de 2006    | Kitt Peak            | Spacewatch        |
| 238994 | 2006 BF266             | 31 de gener de 2006    | Kitt Peak            | Spacewatch        |
| 238995 | 2006 BK266             | 31 de gener de 2006    | Kitt Peak            | Spacewatch        |
| 238996 | 2006 BO274             | 30 de gener de 2006    | Kitt Peak            | Spacewatch        |
| 238997 | 2006 CQ7               | 1 de febrer de 2006    | Mount Lemmon         | Mt. Lemmon Survey |
| 238998 | 2006 CG36              | 2 de febrer de 2006    | Mount Lemmon         | Mt. Lemmon Survey |
| 238999 | 2006 CJ41              | 2 de febrer de 2006    | Kitt Peak            | Spacewatch        |
| 239000 | 2006 CB44              | 2 de febrer de 2006    | Kitt Peak            | Spacewatch        |